# FC Twente in het seizoen 2011/12 (mannen)
Het seizoen 2011/2012 was het 47e jaar in het bestaan van de Enschedese voetbalclub FC Twente. De Tukkers namen deel aan de Eredivisie, het toernooi om de KNVB beker, de voorrondes van de UEFA Champions League, de Johan Cruijff Schaal, de play-offs voor Europees voetbal en de Europa League. Ook dit seizoen begon de ploeg weer met een nieuwe trainer, te weten Co Adriaanse. Michel Preud'homme, die een jaar geleden aangetrokken werd, vertrok naar Al Shabab. Verder begonnen ook Jong FC Twente en de A1 van de voetbalacademie met nieuwe trainers, ondanks het feit dat de vorigen over doorlopende contracten beschikten. Patrick Kluivert volgde Jos Daerden op bij het beloftenelftal. Daarnaast kreeg de A1 een nieuwe trainer in plaats van Theo ten Caat. Rene Nijhuis volgde hem op. Het seizoen werd als bekerwinnaar geopend in de Johan Cruijff Schaal tegen landskampioen Ajax. Deze wedstrijd werd met 2-1 gewonnen. Tijdens het seizoen werd Adriaanse door Steve McClaren vervangen als Manager Technische Zaken. De ploeg eindigde in de competitie op een zesde plaats, die recht gaf op deelname aan play-offs. Hierin werd FC Twente echter uitgeschakeld door promovendus RKC Waalwijk. Europees voetbal werd uiteindelijk behaald via het UEFA Fair Playklassement.

## Selectie en technische staf
Steve McClaren, en eerder Co Adriaanse, hadden in hun selectie de beschikking over een drietal, en later een viertal, doelmannen. Nikolaj Michajlov fungeerde als eerste doelman, met als back-up de ervaren Sander Boschker. Als derde doelman werd vanuit de jeugd Nick Marsman doorgeschoven. In de winterstop kwam daar ook de Portugees Daniel Fernandes bij. Voor de rechtsachterpositie koos de oefenmeester uit Roberto Rosales en Tim Cornelisse. In het centrum stonden aanvoerder Peter Wisgerhof en Douglas. Rasmus Bengtsson was de vaste back-up voor het duo. Voor linksachter was er de keus uit Dwight Tiendalli, Bart Buysse en Nicky Kuiper, al was laatstgenoemde gedurende de eerste competitiehelft door een knieblessure niet inzetbaar.
Op het middenveld was er keus uit Wout Brama, Leroy Fer, Willem Janssen, Denny Landzaat, Thilo Leugers en Andrej Rendla. De spitsen in de selectie tot aan de winterstop waren Marc Janko en Luuk de Jong. Janko vertrok daarna en voor hem in de plaats kwam Glynor Plet. Op de vleugels kon McClaren beschikken over Nacer Chadli, Emir Bajrami en de talenten Ola John en Steven Berghuis. Vanaf de winterstop behoorde ook Joshua John tot de selectie, terwijl Berghuis verhuurd werd. Ook Wesley Verhoek werd in die periode aan de selectie toegevoegd.
| #  | Nat.                | Naam                    | Positie      | Leeft. | Seiz. |
| -- | ------------------- | ----------------------- | ------------ | ------ | ----- |
| 1  | Vlag van Nederland  | Sander Boschker         | Doelman      | 40     | 22e   |
| 2  | Vlag van Nederland  | Tim Cornelisse          | Verdediger   | 33     | 1e    |
| 3  | Vlag van Nederland  | Nicky Kuiper            | Verdediger   | 22     | 3e    |
| 4  | Vlag van Nederland  | Peter Wisgerhof         | Verdediger   | 31     | 4e    |
| 5  | Vlag van Zweden     | Rasmus Bengtsson        | Verdediger   | 25     | 2e    |
| 6  | Vlag van Nederland  | Wout Brama              | Middenvelder | 24     | 7e    |
| 7  | Vlag van Nederland  | Denny Landzaat          | Middenvelder | 35     | 2e    |
| 8  | Vlag van Nederland  | Leroy Fer               | Middenvelder | 21     | 1e    |
| 9  | Vlag van Nederland  | Luuk de Jong            | Aanvaller    | 20     | 3e    |
| 10 | Vlag van Nederland  | Glynor Plet *           | Aanvaller    | 24     | 1e    |
| 11 | Vlag van Zweden     | Emir Bajrami            | Aanvaller    | 23     | 2e    |
| 12 | Vlag van Nederland  | Wesley Verhoek *        | Aanvaller    | 24     | 1e    |
| 12 | Vlag van Nederland  | Steven Berghuis         | Middenvelder | 19     | 1e    |
| 13 | Vlag van Bulgarije  | Nikolaj Michajlov       | Doelman      | 23     | 5e    |
| 14 | Vlag van Nederland  | Willem Janssen          | Middenvelder | 25     | 1e    |
| 15 | Vlag van Venezuela  | Roberto Rosales         | Verdediger   | 22     | 2e    |
| 16 | Vlag van Nederland  | Nick Marsman            | Doelman      | 20     | 1e    |
| 17 | Vlag van Slowakije  | Andrej Rendla           | Middenvelder | 20     | 4e    |
| 18 | Vlag van Duitsland  | Thilo Leugers           | Middenvelder | 20     | 2e    |
| 19 | Vlag van Nederland  | Douglas Franco Teixeira | Verdediger   | 23     | 5e    |
| 20 | Vlag van Nederland  | Dwight Tiendalli        | Verdediger   | 25     | 3e    |
| 21 | Vlag van Oostenrijk | Marc Janko              | Aanvaller    | 28     | 2e    |
| 22 | Vlag van België     | Nacer Chadli            | Aanvaller    | 21     | 2e    |
| 23 | Vlag van België     | Bart Buysse             | Verdediger   | 25     | 2e    |
| 24 | Vlag van Nederland  | Ola John                | Aanvaller    | 19     | 2e    |
| 25 | Vlag van Portugal   | Daniel Fernandes *      | Doelman      | 27     | 1e    |
| 26 | Vlag van Nederland  | Joshua John *           | Aanvaller    | 22     | 1e    |
| 27 | Vlag van Kroatië    | Dario Vujičević         | Middenvelder | 21     | 4e    |

| Nat.               | Naam                | Functie                     |
| ------------------ | ------------------- | --------------------------- |
| Vlag van Engeland  | Steve McClaren      | Manager Technische Zaken    |
| Vlag van Nederland | Co Adriaanse        | Manager Technische Zaken    |
| Vlag van Nederland | Alfred Schreuder    | Assistent-trainer           |
| Vlag van Nederland | Boudewijn Pahlplatz | Assistent-trainer           |
| Vlag van Nederland | Youri Mulder        | Assistent-trainer           |
| Vlag van Nederland | Cees Lok            | Technisch Manager           |
| Vlag van Nederland | Kees van Wonderen   | Assistent Technisch Manager |
| Vlag van Nederland | Toon Renes          | Elftalbegeleider            |
| Vlag van Nederland | Jan Kluitenberg     | Fysiektrainer               |
| Vlag van Nederland | Theo Snelders       | Keeperstrainer              |
| Vlag van Nederland | Rob Boudrie         | Videoanalist                |
| Vlag van Syrië     | Jacob Malki         | Materiaalverzorger          |
| Vlag van Nederland | Gekie Meins         | Hoofd medische staf         |
| Vlag van Nederland | Rob Ouderland       | Manager medische zaken      |
| Vlag van Nederland | Ralph Speerstra     | Fysiotherapeut              |
| Vlag van Nederland | Marco Vlierhaar     | Fysiotherapeut              |

| Michajlov Rosales Wisgerhof Douglas Tiendalli Brama Janssen Fer Chadli De Jong John |
| Meest gebruikelijke formatie.                                                       |

### Analyse selectie
| Nationaliteit    | Vlag van Nederland | Vlag van België | Vlag van Zweden | Vlag van Bulgarije | Vlag van Duitsland | Vlag van Portugal | Vlag van Slowakije | Vlag van Venezuela | Totaal spelers |
| ---------------- | ------------------ | --------------- | --------------- | ------------------ | ------------------ | ----------------- | ------------------ | ------------------ | -------------- |
| Selectie spelers | 16                 | 2               | 2               | 1                  | 1                  | 1                 | 1                  | 1                  | 25             |
| Eigen jeugd      | 4                  | -               | -               | -                  | 1                  | -                 | 1                  | -                  | 6              |

## Transfers

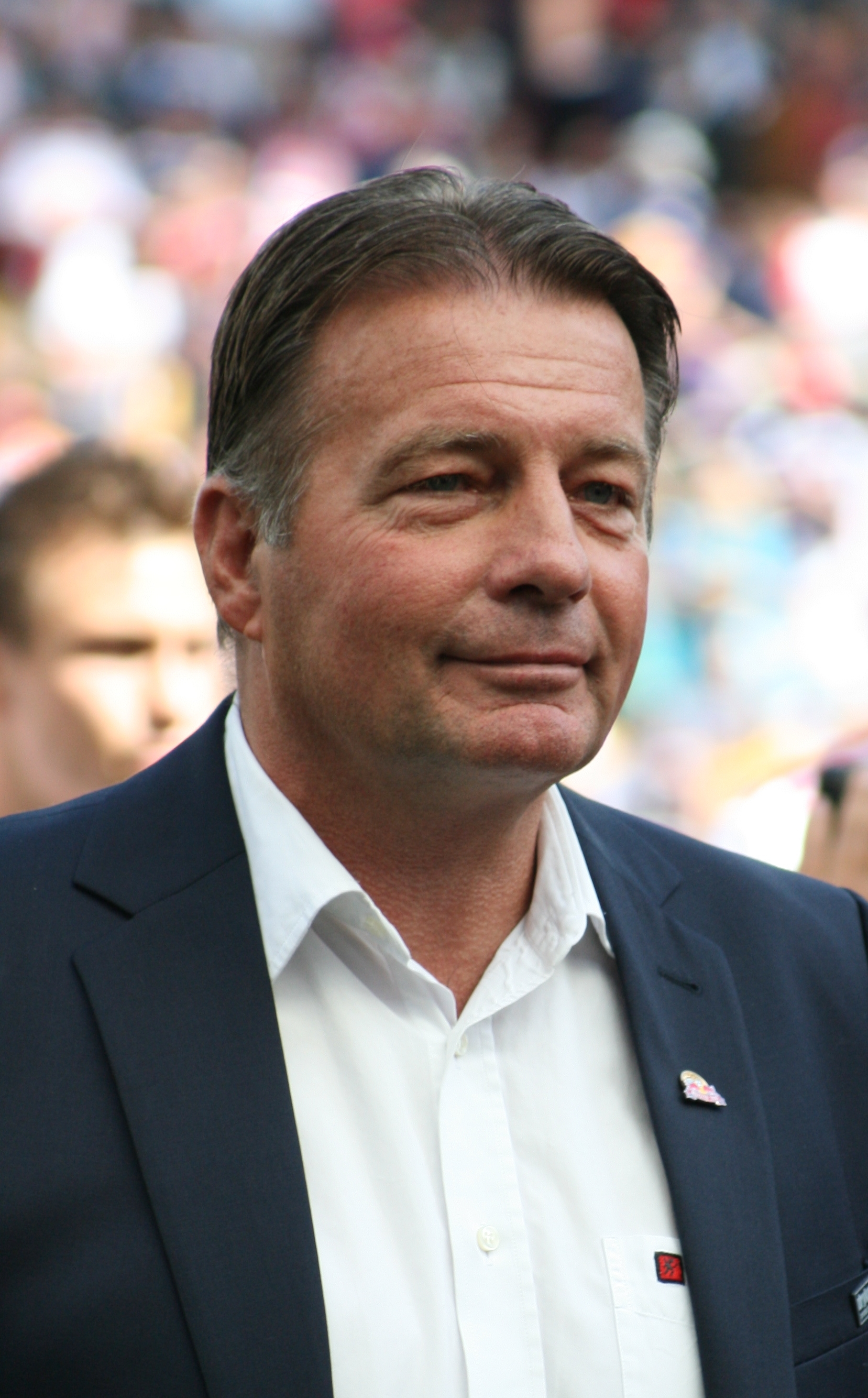
Co Adriaanse was de nieuwe Manager Technische Zaken, maar werd in de winterstop ontslagen.

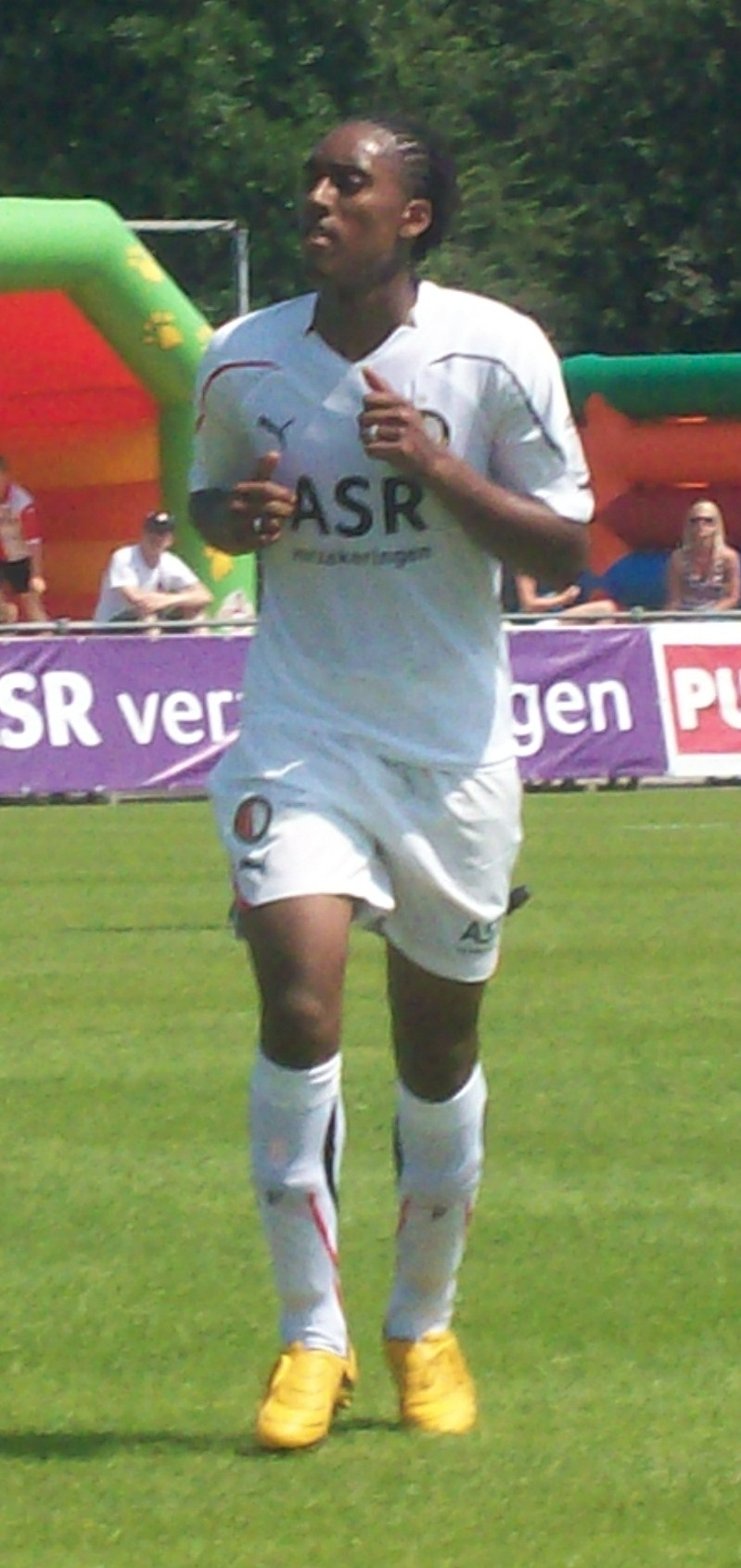
Leroy Fer kwam over van Feyenoord.

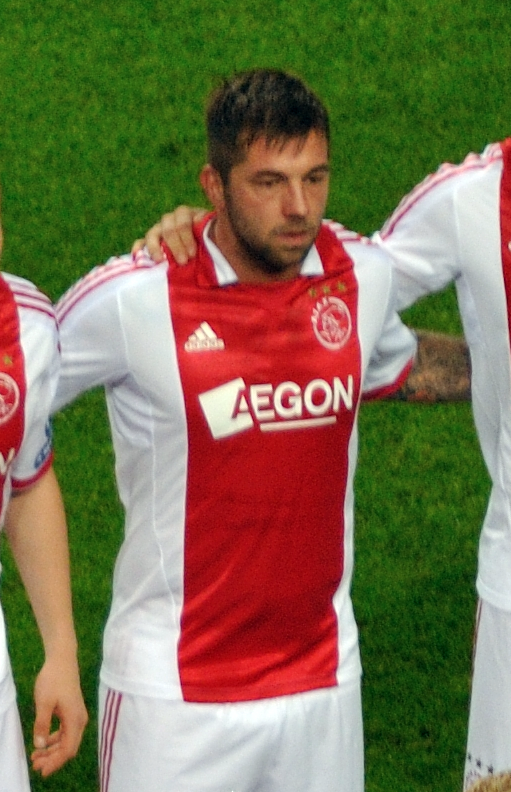
Theo Janssen vertrok naar Ajax.

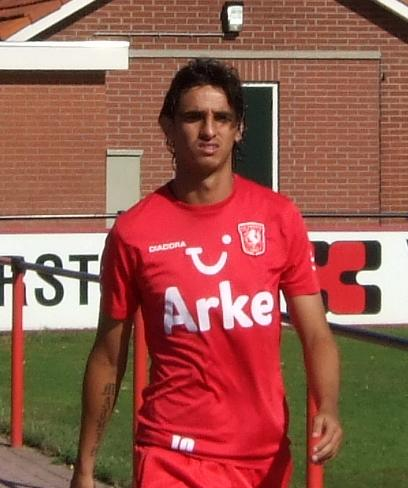
Bryan Ruiz werd voor een recordbedrag aan Fulham verkocht.

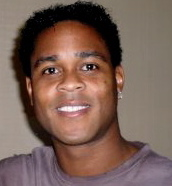
Patrick Kluivert werd de nieuwe trainer

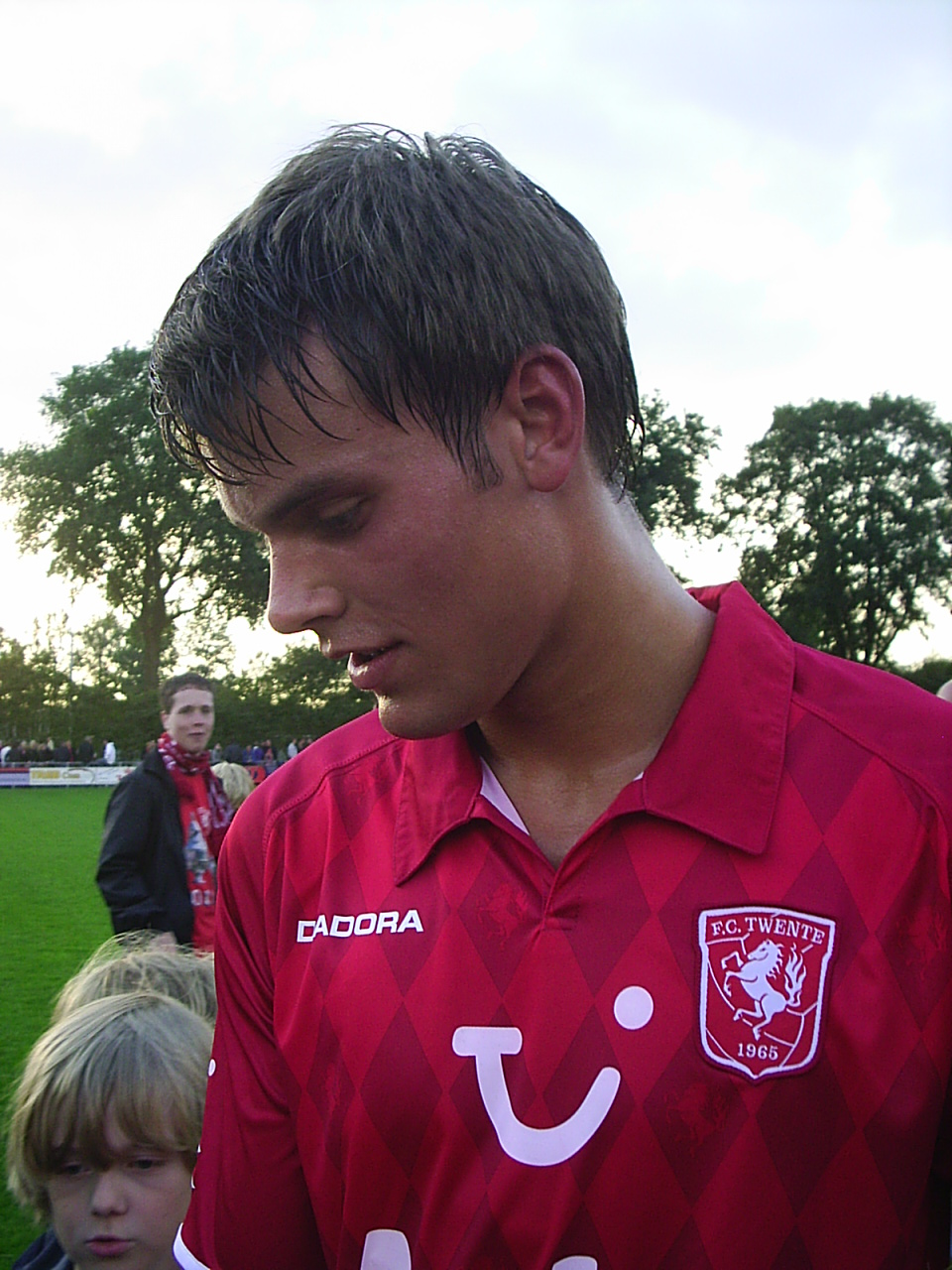
Stefan Thesker keerde terug van Fortuna Sittard en vertrok in de winter naar TSG 1899 Hoffenheim.

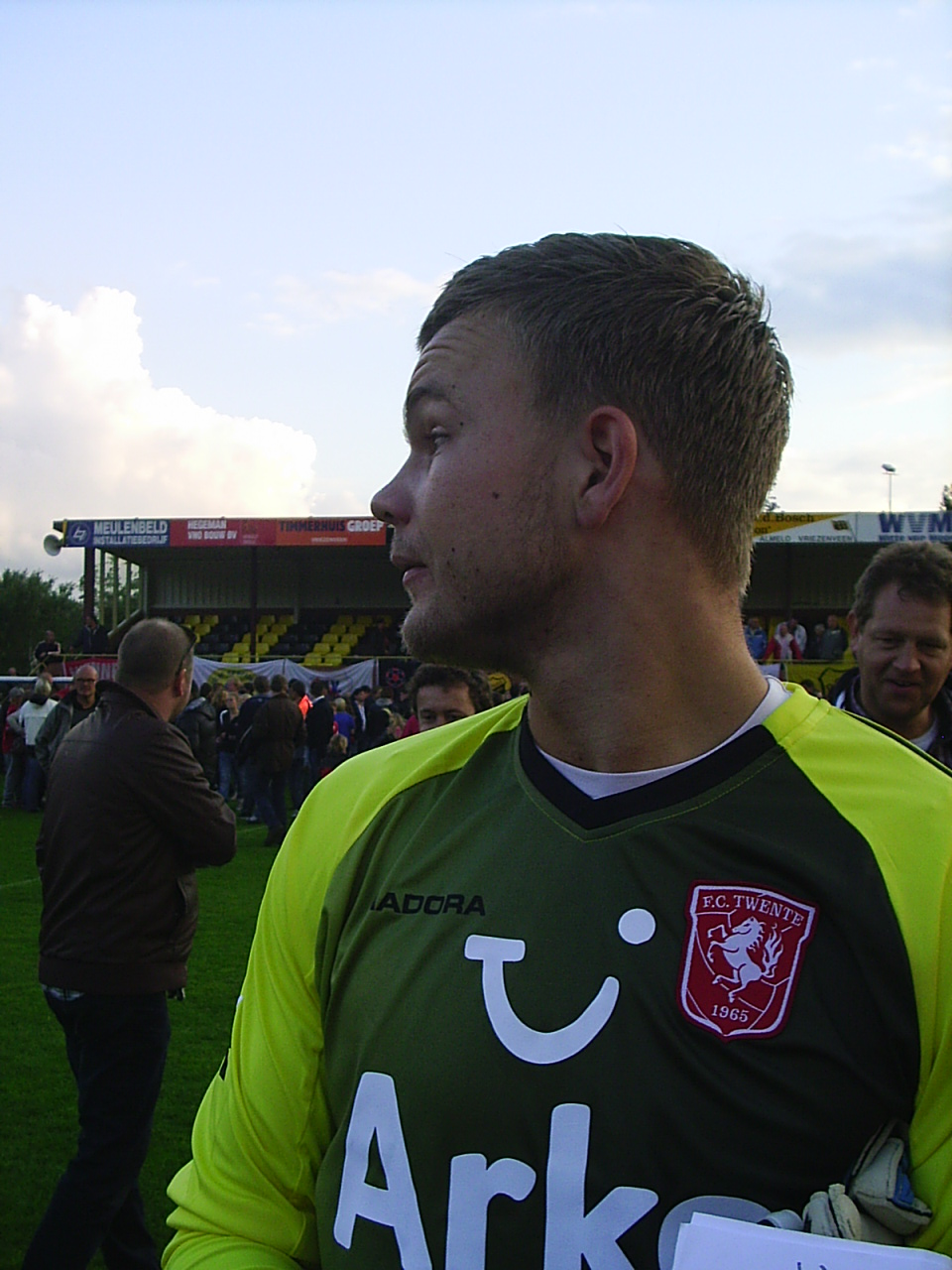
Nick Marsman werd overgeheveld naar het eerste.

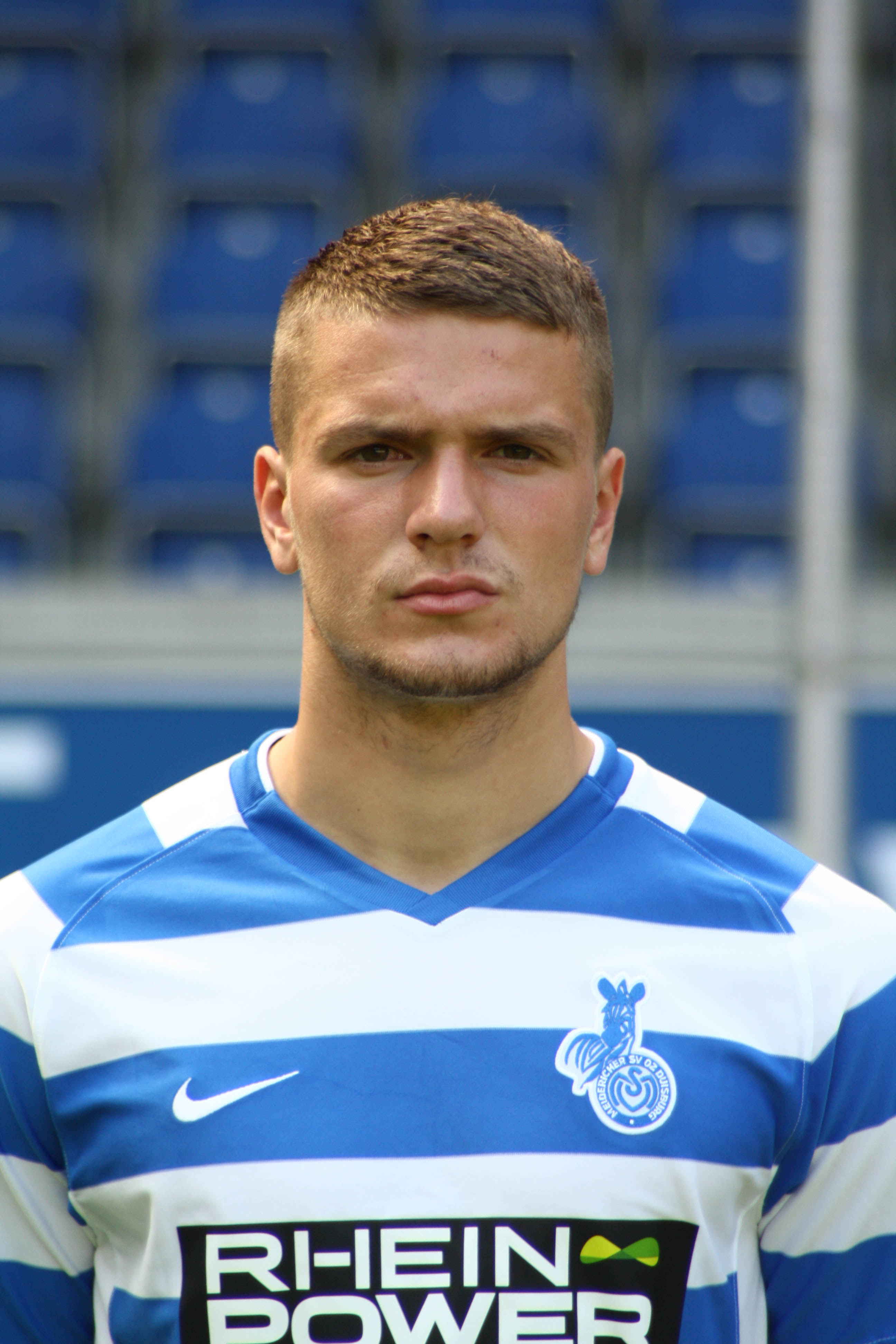
Flamur Kastrati vertrok naar MSV Duisburg.

De eerste aanwinst van het seizoen was Willem Janssen. Begin februari 2011 bevestigde FC Twente de komst van de middenvelder al. Hij kwam transfervrij over van Roda JC Kerkrade. Ook Tim Cornelisse werd transfervrij vastgelegd. In maart 2011 werd de overgang bezegeld. Verder keerden Andrej Rendla, Dario Vujičević en Bernard Parker terug van hun verhuurperiodes, laatstgenoemde werd op 26 juli verkocht aan Kaizer Chiefs. Vanuit de eigen jeugd werd Nick Marsman doorgeschoven als derde doelman. Begin juli werd ook Steven Berghuis doorgeschoven naar het eerste. Op de laatste dag van de transferperiode werd uiteindelijk ook Leroy Fer aan de selectie toegevoegd. Twente betaalde € 5,5 miljoen euro aan Feyenoord voor de middenvelder. Ook huurde Twente de Braziliaan Gladestony van Desportivo Brasil. Omdat hij echter geen werkvergunning kreeg kon hij gedurende de eerste seizoenshelft nog niet bij FC Twente aansluiten. Na de winterstop werd hij wel speelgerechtigd, maar werd hij aan het beloftenelftal toegevoegd. In de winterstop trok Twente in de vorm van Daniel Fernandes een extra doelman aan en ook Joshua John werd aan de selectie toegevoegd. Ook Wesley Verhoek en Glynor Plet werden in de winterstop aan de selectie toegevoegd. Beiden kwamen op 31 januari.
In de technische staf waren er de nodige mutaties. Zo volgde Jan Kluitenberg Marting Huizing op als fysiektrainer, die na een jaar FC Twente om persoonlijke redenen de club alweer verliet. Ook moest de club op zoek naar een nieuwe hoofdtrainer na het vertrek van Michel Preud'homme begin juni en vond die in de persoon van Co Adriaanse Adriaanse werd na een half jaar echter weer ontslagen. Steve McClaren volgde hem op.
In maart 2011 werd Patrick Gerritsen door Go Ahead Eagles vastgelegd. De Oldenzaler had een aflopend contract en speelde de afgelopen twee seizoenen al voor de club uit Deventer. De contracten van Wilko de Vogt en Arnold Bruggink liepen eveneens af en werden niet verlengd. Oguchi Onyewu keert terug naar AC Milan, alwaar FC Twente hem van huurde. In mei vertrok Theo Janssen naar Ajax, die dit als gevolg van een gelimiteerde transfersom zonder problemen kon doen. Twente ontving 3,2 miljoen euro voor de middenvelder. Eind juni vertrok ook de net van verhuur teruggekeerde Vagif Javadov. Zijn contract werd ontbonden. Alexander Bannink vertrok op huurbasis naar FC Zwolle. De Zwolse club bedong daarbij een optie tot koop. In juli 'vertrok' ook John Guidetti. De Zweedse aanvaller werd enkele weken eerder nog transfervrij vastgelegd, maar wilde uiteindelijk onder de overeenkomst uit. Zijn oude club Manchester City kocht uiteindelijk het contract bij FC Twente af. Op de laatste dag van de transferperiode verloor Twente Bryan Ruiz aan Fulham FC. De Costa Ricaan werd voor een recordbedrag van twaalf miljoen euro verkocht. In de winterstop werd Steven Berghuis verhuurt aan VVV-Venlo. Verder werd het contract van Dario Vujičević in die periode ontbonden. Eerder werd hij al uit de selectie gezet. Op de laatste dag van de transfermarkt in de winterstop raakte FC Twente ook Marc Janko kwijt. De aanvaller werd verkocht aan FC Porto.

### Aangetrokken

#### Spelers
| #  | Nat. | Naam             | Leeft. | Van              | Type          | Periode | Contract tot | Transfersom |
| -- | ---- | ---------------- | ------ | ---------------- | ------------- | ------- | ------------ | ----------- |
| 14 | NL   | Willem Janssen   | 24     | Roda JC Kerkrade | Transfervrij  | Zomer   | medio 2015   | n.v.t.      |
| 2  | NL   | Tim Cornelisse   | 32     | FC Utrecht       | Transfervrij  | Zomer   | medio 2013   | n.v.t.      |
| 17 | SK   | Andrej Rendla    | 20     | Heracles Almelo  | Einde verhuur | Zomer   | medio 2013   | n.v.t.      |
| 27 | HR   | Dario Vujičević  | 21     | VVV-Venlo        | Einde verhuur | Zomer   | medio 2012   | n.v.t.      |
| 16 | NL   | Nick Marsman     | 20     | Eigen jeugd      | Transfervrij  | Zomer   | medio 2014   | n.v.t.      |
| 12 | NL   | Steven Berghuis  | 19     | Eigen jeugd      | Transfervrij  | Zomer   | medio 2012   | n.v.t.      |
| 8  | NL   | Leroy Fer        | 21     | Feyenoord        | Transfer      | Zomer   | medio 2014   | € 5.500.000 |
| 26 | NL   | Joshua John      | 23     | Sparta Rotterdam | Transfer      | Winter  | medio 2014   | n.b.        |
| 25 | PT   | Daniel Fernandes | 28     | CFR Cluj         | Transfervrij  | Winter  | medio 2016   | n.v.t.      |
| 12 | NL   | Wesley Verhoek   | 25     | ADO Den Haag     | Transfer      | Winter  | medio 2016   | € 1.500.000 |
| 10 | NL   | Glynor Plet      | 25     | Heracles Almelo  | Transfer      | Winter  | medio 2015   | € 1.500.000 |

#### Technische staf
| Functie | Nat. | Naam            | Leeft. | Van       | Type         | Periode | Contract tot | Transfersom |
| ------- | ---- | --------------- | ------ | --------- | ------------ | ------- | ------------ | ----------- |
| AT      | NL   | Youri Mulder    | 42     | Geen club | Transfervrij | Zomer   | onbekend     | n.v.t.      |
| FT      | NL   | Jan Kluitenberg | 48     | AZ        | Transfervrij | Zomer   | onbekend     | n.v.t.      |
| MTZ     | NL   | Co Adriaanse    | 63     | Geen club | Transfervrij | Zomer   | medio 2012   | n.v.t.      |
| MTZ     | EN   | Steve McClaren  | 50     | Geen club | Transfervrij | Winter  | medio 2014   | n.v.t.      |

### Vertrokken

#### Spelers
| #      | Nat. | Naam              | Leeft. | Naar            | Type               | Periode | Transfersom  | Wed. | Dlpt. |
| ------ | ---- | ----------------- | ------ | --------------- | ------------------ | ------- | ------------ | ---- | ----- |
| n.v.t. | NL   | Patrick Gerritsen | 24     | Go Ahead Eagles | Einde contract     | Zomer   | n.v.t.       | 41   | 8     |
| 8      | NL   | Theo Janssen      | 29     | Ajax            | Transfer           | Zomer   | € 3.200.000  | 128  | 28    |
| 2      | US   | Oguchi Onyewu     | 29     | AC Milan        | Einde huur         | Zomer   | n.v.t.       | 14   | 0     |
| 16     | NL   | Wilko de Vogt     | 35     | VVV-Venlo       | Einde contract     | Zomer   | n.v.t.       | 0    | 0     |
| 17     | NL   | Arnold Bruggink   | 33     | Stopt           | Einde contract     | Zomer   | n.v.t.       | 120  | 41    |
| 30     | AZ   | Vagif Javadov     | 22     | FC Volga        | Contract ontbonden | Zomer   | n.v.t.       | 0    | 0     |
| 25     | NL   | Alexander Bannink | 21     | FC Zwolle       | Verhuurd           | Zomer   | n.v.t.       | 6    | 0     |
| 14     | ZA   | Bernard Parker    | 25     | Kaizer Chiefs   | Transfer           | Zomer   | onbekend     | 31   | 3     |
| 10     | CR   | Bryan Ruiz        | 26     | Fulham FC       | Transfer           | Zomer   | € 12.000.000 | 97   | 44    |
| 12     | NL   | Steven Berghuis   | 20     | VVV-Venlo       | Verhuurd           | Winter  | n.v.t.       | 16   | 5     |
| 27     | HR   | Dario Vujičević   | 21     | n.v.t.          | Contract ontbonden | Winter  | n.v.t.       | 36   | 1     |
| 21     | AT   | Marc Janko        | 28     | FC Porto        | Transfer           | Winter  | € 3.000.000  | 69   | 35    |

#### Technische staf
| Functie | Nat. | Naam               | Leeft. | Naar      | Type               | Periode | Transfersom |
| ------- | ---- | ------------------ | ------ | --------- | ------------------ | ------- | ----------- |
| FT      | NL   | Martin Huizing     | n.b.   | n.v.t.    | Contract ontbonden | Zomer   | n.v.t.      |
| MTZ     | BE   | Michel Preud'homme | 52     | Al-Shabab | Transfer           | Zomer   | € 1.200.000 |
| MTZ     | NL   | Co Adriaanse       | 64     | n.v.t.    | Ontslagen          | Winter  | n.v.t.      |

## Doelstellingen
De club had zich voor het seizoen 2011/12 de volgende doelen gesteld:
| Competitie           | Beoogd resultaat               | Start seizoen | Behaald resultaat | Eerste wedstrijd  | Laatste wedstrijd |
| -------------------- | ------------------------------ | ------------- | ----------------- | ----------------- | ----------------- |
| Eredivisie           | Top 4                          | n.v.t.        | 8e                | 7 augustus 2011   | 6 mei 2012        |
| Eredivisie play-offs | Geen doelstelling geformuleerd | n.v.t.        | 1e ronde          | 8 mei 2012        | 13 mei 2012       |
| KNVB beker           | 1/2 finale                     | 2e ronde      | 1/8 finale        | 21 september 2011 | 22 december 2011  |
| Johan Cruijff Schaal | Geen doelstelling geformuleerd | Finale        | Winnaar           | 30 juli 2011      | 30 juli 2011      |
| Champions League     | Geen doelstelling geformuleerd | 3e voorronde  | play-off ronde    | 26 juli 2011      | 24 augustus 2011  |
| Europa League        | Geen doelstelling geformuleerd | n.v.t.        | 1/8 finale        | 15 september 2011 | 15 maart 2012     |

## Het seizoen

### De eerste transfers

#### Januari - Juni
FC Twente begon al vroeg aan het nieuwe seizoen. Al in februari werd de eerste speler gecontracteerd. In aanloop naar de eerste training in juni werd deze periode vooral gekenmerkt door het vertrek van Theo Janssen naar Ajax en hoofdtrainer Michel Preud'homme naar Al Shabab. Daarnaast was de club natuurlijk nog volop bezig met het seizoen 2010/11. Ook waren er diverse speler actief voor hun land na het competitieslot. Onder andere Luuk de Jong, Nacer Chadli, Nikolaj Michajlov, Emir Bajrami, Ola John en Steven Berghuis speelden in deze periode nog. Voor Bryan Ruiz duurde het seizoen het lang. Met Costa Rica nam hij deel aan de Gold Cup. Zijn ploeg reikte tot aan de kwartfinales, waarna het werd uitgeschakeld. Voor Roberto Rosales duurt het seizoen echter nog langer. Hij werd geselecteerd voor de Copa América die voor Venezuela op 3 juli begon en op zijn vroegst op 13 juli eindigde.

### De voorbereiding

#### Juni

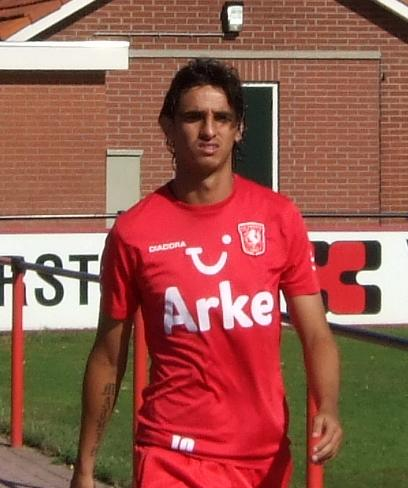
Bryan Ruiz ontbrak de eerste weken vanwege zijn deelname aan de Gold Cup met Costa Rica.

FC Twente startte dit seizoen op 20 juni met de eerste training. Er ontbraken er nog diverse spelers. Zo speelde Bryan Ruiz de dag ervoor nog met Costa Rica in de kwartfinales van de Cold Cup. Ook andere spelers die nog interlands speelden kregen een langere vakantie. De nieuwelingen Tim Cornelisse en Willem Janssen waren wel aanwezig, evenals de Ghanese proefspeler Mustapha Yahaya. De selectie werd aangevuld met de spelers van Jong FC Twente. De training stond onder leiding van Alfred Schreuder, daar FC Twente nog geen opvolger voor de vertrokken Michel Preud'homme had gecontracteerd. Een dag later meldde ook Bernard Parker zich op de training en op de woensdag meldde ook Douglas zich. In het eerste oefenduel tegen een selectie Twenterand wist FC Twente te winnen. Het werd 0-6 in Vriezenveen. Twee dagen later werd ook van de selectie uit Hengelo gewonnen. Het werd 1-10.
In de tweede trainingsweek meldde het vijftal Chadli, De Jong, Janko, Bajrami en Vujičević zich ook op de training. Daarnaast begon Co Adriaanse aan zijn eerste werkdag als nieuwe trainer bij FC Twente. Een dag later stond opnieuw een oefenwedstrijd op het programma. Ondanks dat de internationals nog niet meededen werd er toch met dubbele cijfers gewonnen. SC Markelo werd met 0-12 verslagen. Op de dag van de wedstrijd tegen DSV '61 meldde ook Michajlov zich op de training, waarmee de groep bijna compleet was. Enkel Bryan Ruiz en Roberto Rosales ontbraken nog. 's Avonds werd er met dubbele cijfers in Doornspijk gewonnen. 0-10.

#### Juli

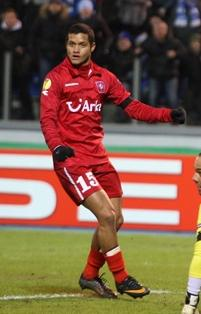
Rosales was in deze periode actief in de Copa América.

In de eerste week van juli vertrok de selectie naar Zeeland voor een trainingskamp van een week. Jong FC Twente-spelers Berghuis, Filip Bednarek, Gouriye, Stockentree, Vogelsang, Röseler en Bouma gingen ook mee. Dit in tegenstelling tot het duo Bannink en Parker. Bannink liet het trainingskamp lopen omdat hij op het punt stond verhuurd te worden aan een andere club, wat uiteindelijk ook gebeurde. Parker wou en mocht weg bij de club, maar liet het trainingskamp schieten omdat hij op het punt stond vader te worden. In het midden van de week werd een uitstapje gemaakt naar Gentbrugge voor een oefenwedstrijd tegen AA Gent. FC Twente won met 1-3.
Een dag later stort bij de verbouwing van het stadion het dak in. Het trainingskamp wordt daarop afgebroken, evenals de eerstvolgende oefenwedstrijd en de Open Dag die op 17 juli gepland stond. Later wordt duidelijk dat er vijftien gewonden zijn gevallen en één dode. Terwijl een dag later de inspecties in volle gang zijn bij het stadion, werd door de selectie op het trainingscentrum de training hervat. Later op de dag overleed een van de bouwvakkers aan zijn verwondingen in het ziekenhuis.
Een paar dagen nadat Rosales zich met zijn land plaatste voor de volgende fase van de Copa América, keerde Bryan Ruiz van zijn vakantie terug. Hij hervatte op maandag 11 juli de training. Op woensdag vertrok de ploeg zonder Ruiz en ook zonder de geblesseerden Janko en Landzaat naar het toernooi in Tubeke. In de wedstrijd tegen Fenerbahçe kwam de ploeg in de eerste helft op een 4-0-voorsprong, uiteindelijk werd het 4-3. Het tweede en laatste duel in Tubeke ging met 3-0 verloren tegen Standard Luik. Co Adriaanse stuurde een compleet ander elftal het veld in vergeleken met een dag daarvoor.
Een week voor het eerste officiële duel oefende FC Twente tegen Galatasaray in Osnabrück. Bryan Ruiz maakte daarin zijn eerste minuten voor FC Twente dit seizoen. De Tukkers wonnen met 1-0 dankzij een eigen doelpunt van de Turken. Ook het laatste oefenduel van de voorbereiding werd gewonnen. WKE werd met 5-0 verslagen. De wedstrijd werd op het laatste moment nog ingelast om een aantal spelers nog wedstrijdritme op te laten doen. Vujičević (enkel) en Ruiz (bovenbeen) haakten tijdens het duel af met blessures. Een dag later speelde Roberto Rosales zijn laatste wedstrijd in de Copa América 2011. Hij verloor met zijn land de strijd om de derde plaats.

### Eerste seizoenshelft

#### Juli
FC Twente opende het seizoen in Arnhem in de derde voorronde van de Champions League tegen FC Vaslui. Er werd met 2-0 gewonnen. Beide doelpunten kwamen op naam van Marc Janko, die de score opende vanaf de strafschopstip. Enkele dagen later werd de Johan Cruijff Schaal gewonnen. In de Amsterdam ArenA werd Ajax met 2-1 verslagen. Opnieuw was het Janko die de score opende vanaf elf meter. Na de gelijkmaker van Toby Alderweireld en de rode kaart voor Steven Berghuis zette Bryan Ruiz Twente opnieuw op voorsprong, ditmaal definitief, waardoor de eerste prijs van het seizoen een feit was.

#### Augustus

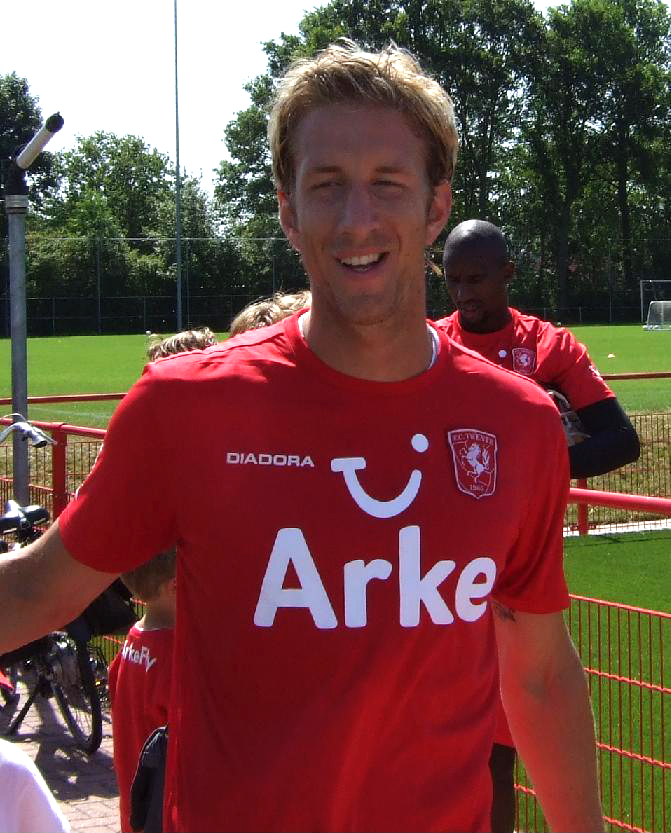
Marc Janko scoorde vijf doelpunten in augustus.

Augustus begon voor FC Twente met de return tegen het Roemeense FC Vaslui. In Piatra Neamţ werd het 0-0, waarmee FC Twente zich plaatste voor de play-off ronde van de Champions League. In het weekend dat volgde startte de Eredivisie. Voor FC Twente stond een uitduel tegen NAC Breda op het programma. Via een strafschop van Marc Janko kwamen de Tukkers op voorsprong. Het zou de enige treffer van de avond zijn, waarmee de eerste drie punten een feit waren. Ook de tweede wedstrijd werd gewonnen. In de eerste wedstrijd van het seizoen in het eigen stadion kwam de ploeg van Adriaanse al snel op voorsprong via Marc Janko, die een vrije trap van Ola John binnenkopte. In de tweede helft maakte Bryan Ruiz met een stift er 2-0 van, wat tevens de eindstand was.
Op 16 augustus trad FC Twente aan tegen Benfica in de play-off ronde van de Champions League. Luuk de Jong zette de ploeg al vroeg op een voorsprong, maar nog voor rust produceerden de Portugezen nog twee treffers waarmee ze de stand ombogen in hun voordeel. In de slotfase kopte Bryan Ruiz de gelijkmaker nog binnen, waarmee de eindstand op een 2-2 gelijkspel werd bepaald. In het weekend daarop klopte Twente op overtuigende wijze sc Heerenveen. Via Luuk de Jong, Willem Janssen en Marc Janko loopt de ploeg in de eerste helft uit naar een 0-3-voorsprong. In de tweede helft vergrootte de ingevallen Emir Bajrami de score alvorens Luciano Narsingh wat terug kon doen. Het slotakkoord was voor Janko, die vanaf elf meter mocht aanleggen voor zijn vierde competitietreffer en faalde niet. Eindstand: 1-5. Na deze speelronde was FC Twente de enige ploeg die nog zonder puntverlies was en zodoende de ranglijst aanvoerde.
In Lissabon werd de eerste nederlaag van het seizoen geleden. In de return van de play-off ronde van de Champions League was Benfica met 3-1 te sterk. Hoewel het met de rust nog 0-0 stond, wisten de Portugezen in de tweede helft naar een 3-0-voorsprong uit te lopen. Bryan Ruiz deed namens Twente nog wat terug. Door de nederlaag was FC Twente uitgeschakeld in de Champions League en zal verdergaan in de groepsfase van de Europa League. Een paar dagen later wist Twente zich in de competitie te herstellen van de nederlaag. VVV-Venlo werd met 4-1 verslagen door onder meer twee doelpunten van de jarige Luuk de Jong.

#### September

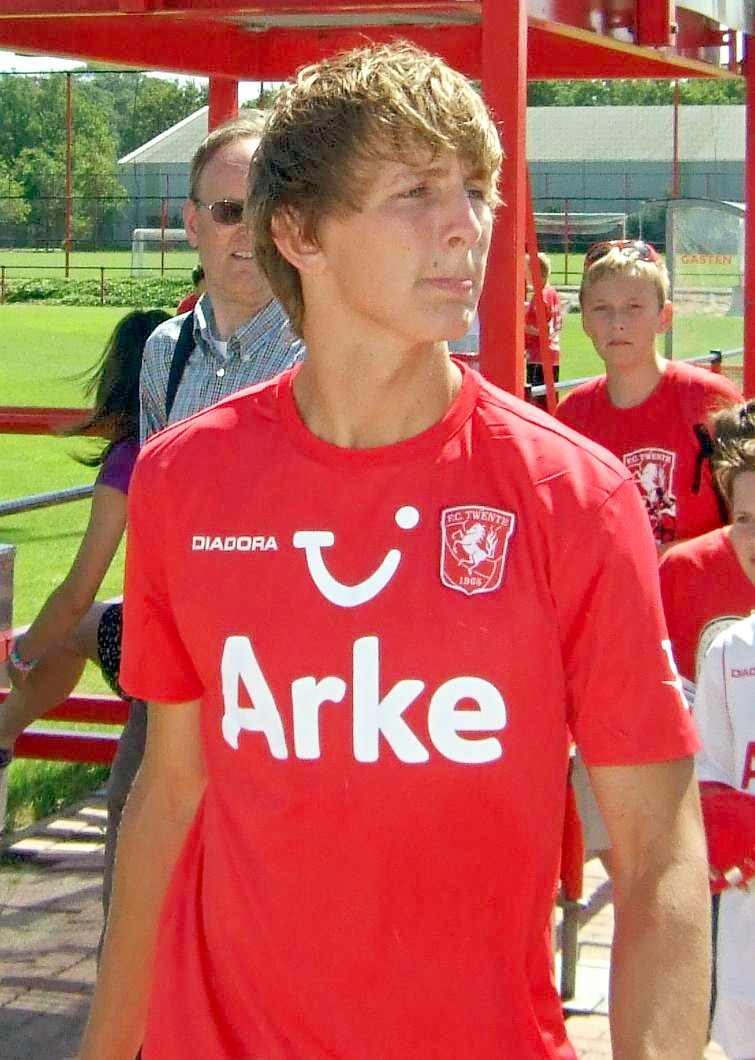
Luuk de Jong scoorde zes keer voor Twente en één keer voor Nederland in september.

De eerste twee weken van september stonden vooral in het teken van interlands. Ola John debuteerde voor Jong Oranje en Leroy Fer scoorde voor dat elftal. Voor het Nederlands elftal scoorde Luuk de Jong zijn eerste treffer, terwijl het team zich plaatste voor het EK. Verder kwamen ook Roberto Rosales en Nikolaj Michajlov in actie deze periode.
De competitie werd hervat met een uitwedstrijd tegen Roda JC Kerkrade. Nieuweling Leroy Fer begon als basisspeler en zag hoe Marc Janko de ploeg op voorsprong zette uit de rebound van een inzet van Willem Janssen. Kort daarna maakte Ruud Vormer echter alweer gelijk. In de tweede helft kwam Roda op voorsprong via Mitchell Donald, hetgeen Twente niet meer te boven kwam. Zo verloor de ploeg van Co Adriaanse met 2-1 in Kerkrade. Een paar dagen later speelde FC Twente haar eerste Europa League-duel van het seizoen in Londen. Op Craven Cottage kwam de ploeg op achterstand na een foute breedtepass van Dwight Tiendalli. Doelman Mark Schwarzer hielp Twente daarna een handje door een inzet van Luuk de Jong die via de paal terugkwam met zijn rug alsnog het doel in te werken. Hierdoor pakte FC Twente een punt in het eerste duel.
Op 18 september kwam ADO Den Haag op bezoek in De Grolsch Veste. De Hagenezen kwamen via een strafschop op voorsprong. Twee minuten later maakte Marc Janko de gelijkmaker. In de tweede helft kopte Douglas een voorzet binnen van Roberto Rosales, die door Adriaanse net als in Londen als rechtsbuiten werd gebruikt. De Venezolaan zou deze wedstrijd drie assists geven. Luuk de Jong vergrootte daarna de marge naar twee, alvorens John Verhoek op aangeven van zijn broer de aansluitingstreffer scoorde. Lang mocht ADO niet hopen, want Emir Bajrami maakte er in dezelfde minuut nog 4-2 van. Het doelpunt van Luuk de Jong in de slotfase zorgde ervoor dat Twente de koppositie weer overnam in de Eredivisie. AZ had evenveel punten en eenzelfde doelsaldo. Twente scoorde echter twee doelpunten meer dan de Alkmaarders. Voor de bekerwedstrijd die midweeks volgde tegen VV Zwaluwen kende Adriaanse de nodige personele problemen in zijn selectie. De overgebleven spelers hadden echter geen moeite met de amateurs. Steven Berghuis scoorde zijn eerste treffers in dienst van Twente (vier stuks) en had zo een belangrijk aandeel in de 1-8 overwinning. Nick Marsman en Ninos Gouriye debuteerden die avond in het eerste elftal.
In de zevende speelronde ging FC Twente als koploper op bezoek bij Ajax. De Amsterdammers kwamen na tien minuten op voorsprong via Miralem Sulejmani die een voorzet van Derk Boerrigter binnen werkte. Daarna scoorde Jan Vertonghen zelfs de 2-0, maar dit doelpunt werd onterrecht afgekeurd wegens buitenspel. Luuk de Jong zorgde er vlak voor tijd voor dat Twente een punt mee naar huis kon nemen door op aangeven van Peter Wisgerhof de 1-1 binnen te koppen. Door de puntendeling nam AZ de koppositie over door Feyenoord in eigen huis te verslaan. September werd vervolgens afgesloten met een 4-1-overwinning op het Poolse Wisła Kraków van Robert Maaskant. Hoewel de bezoekers op een 0-1-voorsprong kwamen via David Biton in de negende minuut, stelden Luuk de Jong en Marc Janko (beiden op aangeven van Ola John) nog voor rust orde op zaken. Na rust scoorde Janko zijn tweede treffer van de avond en ook de ingevallen Willem Janssen pikte een doelpunt mee. Door de winst nam FC Twente de koppositie in de groep over van het Deense Odense BK.

#### Oktober

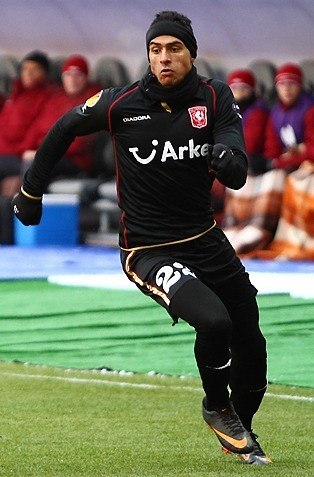
Nacer Chadli maakte halverwege oktober zijn rentree en verlengde zijn contract.

FC Twente begon aan oktober met een thuiswedstrijd tegen hekkensluiter Excelsior. Via Ola John kwam de ploeg op voorsprong in de eerste helft. In de slotfase sloeg Excelsior tweemaal toe via Darren Maatsen en kon Luuk de Jong nog voorkomen dat er verloren werd. Zo eindigde het duel in een 2-2 gelijkspel. Na een periode van interlandvoetbal werd de competitie hervat met een uitwedstrijd tegen RKC Waalwijk. Door drie doelpunten van Marc Janko en de eerste seizoenstreffer van Wout Brama werd er met 0-4 gewonnen. Nick Marsman, die zijn Eredivisie-debuut maakte, hield zijn doel schoon.
In Odense wist FC Twente vrij eenvoudig te winnen. Wout Brama zette de ploeg met zijn tweede treffer van de week op voorsprong na een een-tweetje met Luuk de Jong. Emir Bajrami zorgde er met een individuele actie vervolgens voor de er met een 0-2 stand gerust kon worden. In de tweede helft maakte Nacer Chadli zijn eerste officiële speelminuten van het seizoen. Hij kon direct de 0-3 binnen tikken uit de rebound en na de 1-3 van Djiby Fall stelde hij De Jong in staat om de 1-4 binnen te werken. Tevens zag Twente naaste concurrent Fulham FC met 1-0 onderuit gaan in Polen. Een paar dagen later stond er voor Twente een uitwedstrijd tegen FC Groningen op het programma. In de eerste helft kwam Twente op voorsprong via Ola John. In de rust moest Adriaanse noodgedwongen twee wissels doorvoeren. Wisgerhof en Bajrami moesten vanwege blessures in de kleedkamer achterblijven. In de tweede helft kwam Groningen langszij via een treffer van Suk Hyun-Jun uit de rebound. Hierdoor eindigde de wedstrijd in een gelijkspel.
Midweeks stond er voor FC Twente een bekerduel tegen Topklasser SC Genemuiden op het programma. Adriaanse greep het duel aan om diverse spelers rust te geven, zoals Brama, Landzaat en John. Ook de Wisgerhof en Janko ontbraken door kleine blessures. Het duel werd zeer moeizaam met 4-3 gewonnen, door onder meer twee doelpunten van Emir Bajrami. Met een fitte selectie (met uitzondering van Kuiper) nam FC Twente het in het laatste weekend van oktober op tegen PSV. Via Douglas kwam de ploeg op voorsprong, maar een minuut later kwam PSV alweer op gelijke hoogte. Via Marcelo kwam Twente zelfs op achterstand in de tweede helft. Na een rode kaart voor Kevin Strootman kwam de ploeg van Adriaanse echter weer terug in de wedstrijd. Leroy Fer scoorde de gelijkmaker op aangeven van Ola John. Hierdoor eindigde het duel in een 2-2 gelijkspel. Ondertussen liep koploper AZ verder uit door Heracles Almelo met 0-1 te verslaan.

#### November

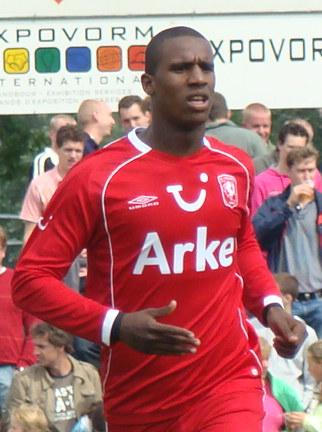
Douglas verkreeg in november de Nederlandse nationaliteit.

Begin november plaatste FC Twente zich voor de volgende fase van de Europa League door met 3-2 te winnen in eigen huis van Odense BK. Hoewel Twente op achterstand kwam na een doelpunt van Fall, kwam het via een eigen doelpunt en een lob van Denny Landzaat op voorsprong. Een nieuw doelpunt van Fall werd in de slotfase door Leroy Fer ongedaan gemaakt. Hij scoorde voor de derde keer in acht dagen tijd voor de club. Voor de interlandonderbreking won FC Twente in eigen huis van De Graafschap. Doelpunten van Wisgerhof, De Jong, John en Fer zorgden ervoor dat er met 4-0 gewonnen werd. Door de winst nam Twente op doelsaldo de tweede plaats over van PSV, met zes punten achterstand op koploper AZ. Na een interlandperiode stond voor FC Twente de Twentse derby op het programma. In Almelo kwam de ploeg via aanvoerder Peter Wisgerhof op voorsprong, maar in de slotfase werd de overwinning uit handen gegeven. Ook thuis tegen Vitesse werd er gelijkgespeeld. Beide ploegen kwamen niet tot scoren. Voor FC Twente was het voor het eerst in 42 competitiewedstrijden dat het niet tot scoren kwam. Het Eredivisierecord van Ajax werd daarmee geëvenaard, maar niet verbeterd.

#### December

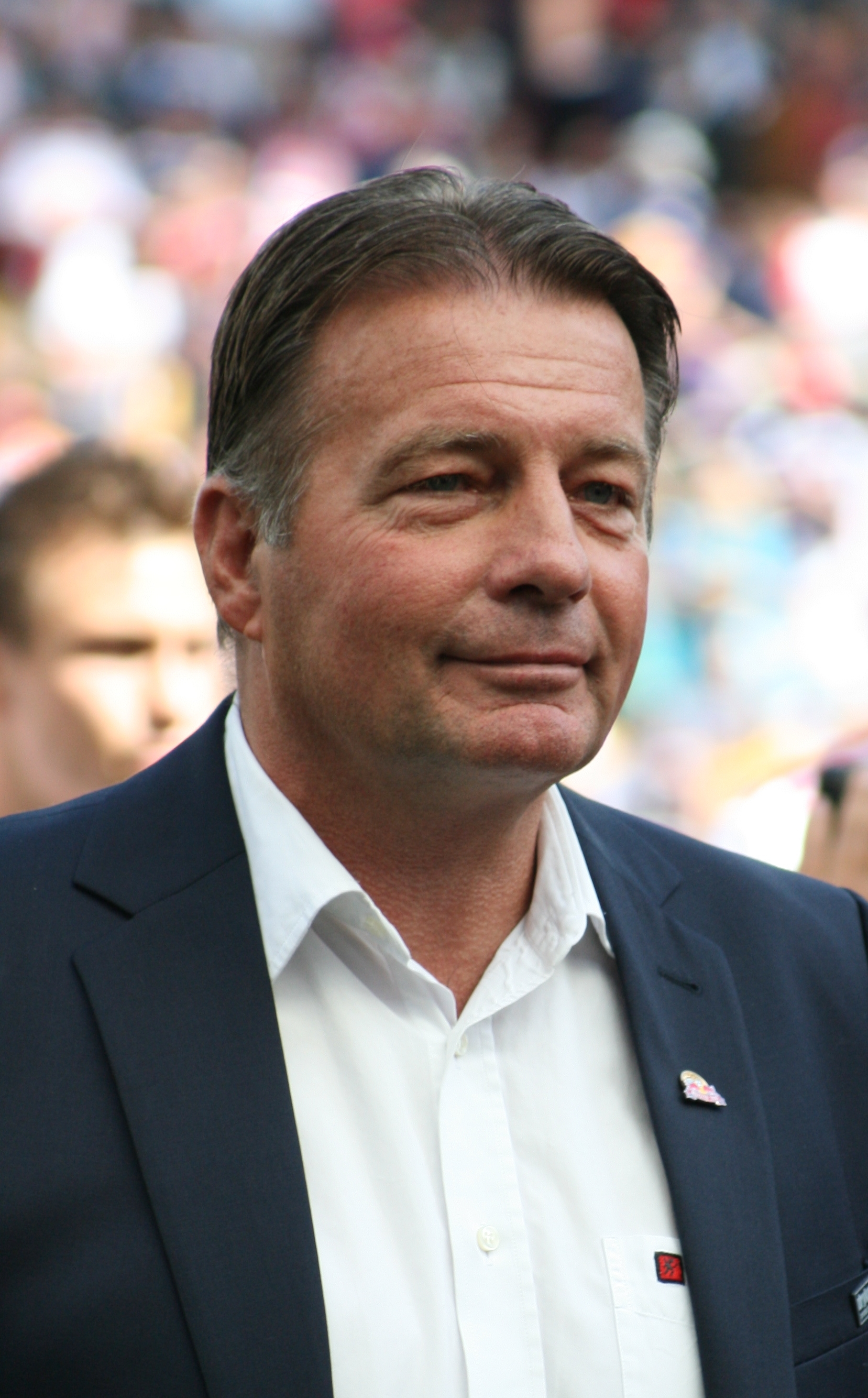
De bekerwedstrijd tegen PSV was de laatste onder leiding van Adriaanse.

FC Twente opende december met een 1-0-overwinning tegen het Fulham van oud-speler Martin Jol. Nadat het publiek afscheid had genomen van Bryan Ruiz zagen de toeschouwers Marc Janko als invaller vlak voor tijd het enige doelpunt van de wedstrijd scoren. Daarmee verzekerde FC Twente zich van de eerste plaats in de groep, wat een geplaatste loting voor de volgende ronde opleverde. Op 4 december wachtte een uitwedstrijd in Utrecht. Al vrij snel kwam FC Twente op voorsprong en liep in de tweede helft uit naar een 0-5 stand door doelpunten van Wisgerhof, John (x2) en invaller Willem Janssen (x2). Laatstgenoemde verving Nacer Chadli, die met een knieblessure naar de kant moest. Nadat de scheidsrechter het duel wegens ongeregeldheden op de tribune had stilgelegd scoorde FC Utrecht twee doelpunten. Het slotakkoord was echter voor FC Twente. Invaller Steven Berghuis scoorde op aangeven van Landzaat de 2-6. Ondertussen zag Twente concurrenten PSV en AZ onderuit gaan tegen respectievelijk Feyenoord en sc Heerenveen.
Een week later kwam N.E.C. op bezoek in De Grolsch Veste. In de eerste helft werd er niet gescoord. In de tweede helft daarentegen vielen twee doelpunten te noteren. Luuk de Jong opende de score en stelde later ploeggenoot Nacer Chadli in staat het net te vinden; 2-0.
Midweeks wachtte het laatste groepsduel voor de Europa League tegen Wisła Kraków. Coach Adriaanse benutte de gelegenheid om enkele spelers rust te geven. Zo reisden Michajlov, Douglas, Wisgerhof en Brama niet af naar Polen. Met debutant Nils Röseler in de basis kwam FC Twente in de eerste helft op achterstand, hetgeen door een omhaal van Luuk de Jong weer tenietgedaan werd. In de tweede helft wist Wisla echter nogmaals te scoren, waardoor FC Twente de wedstrijd verloor. De Polen werden hierdoor tweede in de groep, daar Fulham thuis niet van Odense wist te winnen.
Op 18 december reisde FC Twente af naar Rotterdam voor de laatste competitiewedstrijd voor de winterstop. De nu voor Feyenoord spelende John Guidetti was in de eerste helft de grote man. Hij scoorde maar liefst drie doelpunten. In de tweede helft deed Twente wat terug via Nacer Chadli en Luuk de Jong, maar de gelijkmaker werd niet meer gescoord. Zo stond FC Twente na zeventien wedstrijden op een derde plaats, met vijf punten achterstand op AZ en vier op PSV. Ajax had eenzelfde puntenaantal als FC Twente en Feyenoord volgt op twee punten. In de laatste wedstrijd voor de winterstop kwam PSV op bezoek in het kader van de KNVB beker. Na een doelpuntloze eerste 90 minuten werd er verlengd. De Eindhovenaren kwamen daarin op voorsprong via Tim Matavž. Invaller Marc Janko bracht beide ploegen weer op gelijke hoogte vanaf elf meter, maar opnieuw Matavž zorgde ervoor dat de Eindhovenaren alsnog de wedstrijd wonnen.

### Winterstop
FC Twente voerde aan het begin van de winterstop een trainerswissel door. Co Adriaanse werd ontslagen en opgevolgd door Steve McClaren, die voor de tweede maal als trainer bij de club aan de slag ging Op vrijdag 6 januari vertrok de ploeg voor een trainingskamp naar Gran Canaria, een dag later sloot ook McClaren aan bij de groep. In Maspalomas werd 's maandags om de Maspalomas Cup na strafschoppen verloren van FC Lausanne-Sport. De wedstrijd zelf eindigde in 0-0.
Ook de troostfinale die volgde werd niet gewonnen. Na negentig minuten was de stand 1-1. Leroy Fer had namens FC Twente gescoord. In de strafschoppenserie misten Luuk de Jong, Dwight Tiendalli en net als de vorige serie Denny Landzaat.
In de week voordat de competitie weer begon trok FC Twente een tweetal spelers aan. Van CFR Cluj kwam doelman Daniel Fernandes over en van Sparta Rotterdam werd Joshua John overgenomen. Daartegenover stond het vertrek op huurbasis van Steven Berghuis naar VVV-Venlo.

### Tweede seizoenshelft

#### Januari

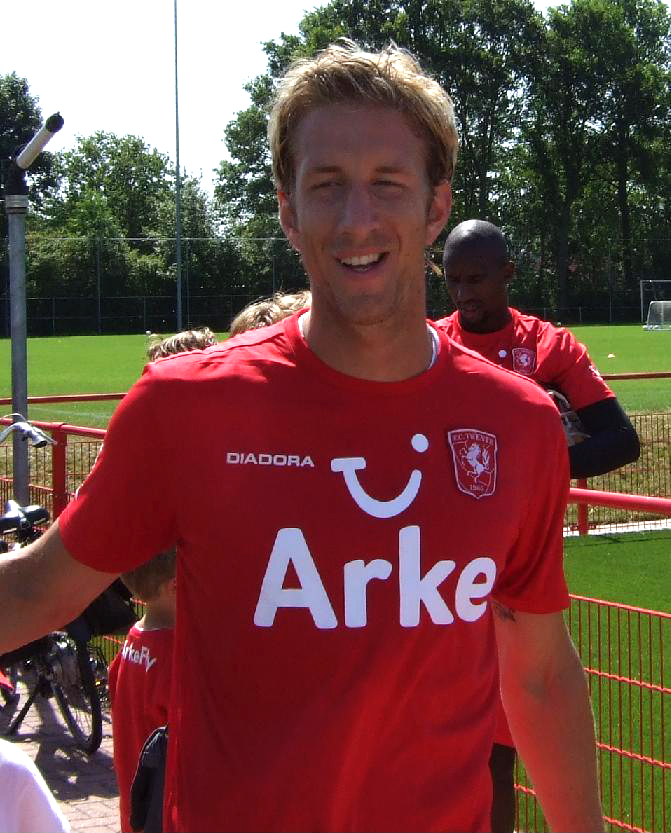
Marc Janko werd verkocht aan FC Porto.

In Enschede werd de competitie hervat met een thuiswedstrijd tegen RKC Waalwijk. Luuk de Jong, die als spits werd opgesteld door Steve McClaren scoorde de openingstreffer en stelde daarna Emir Bajrami in staat de 2-0 te scoren. De Jong vergrootte daarna de marge vanaf elf meter. Doelpunten van Nacer Chadli en Ola John maakten er uiteindelijk 5-0 van. De week in aanloop naar de volgende wedstrijd stond vooral in het teken van de speler Jajá Coelho. Twente was rond met het management van de Braziliaan die enkel nog medisch gekeurd moest worden. Hij kwam echter nooit opdagen. In het laatste weekend van januari kwam FC Groningen op bezoek. Twee doelpunten van Luuk de Jong op aangeven van Ola John zorgden voor een 2-0-ruststand voor de Tukkers. Nadat Groningen na rust iets terugdeed via Virgil van Dijk, was het opnieuw De Jong op aangeven van John de marge terugbracht naar twee. Het slotakkoord was voor Leroy Fer.
Op de laatste dag van de transfermarkt werd door FC Twente nog druk zakengedaan. Zo werd spits Marc Janko verkocht aan FC Porto. Wesley Verhoek en Glynor Plet werden daarvoor in de plaats van ADO Den Haag en Heracles Almelo overgenomen. Ook werden er nieuwe mensen aangesteld voor de raad van commissarissen.

#### Februari

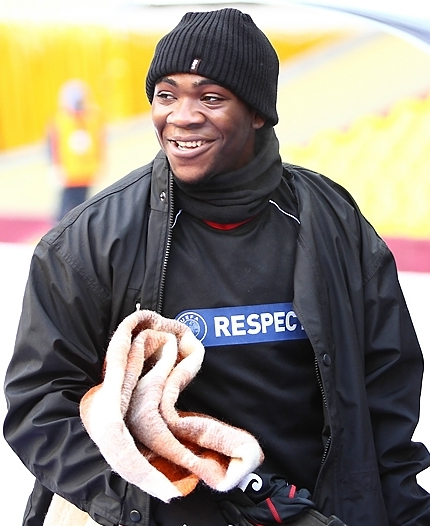
Ola John werd voor het eerst opgeroepen voor het Nederlands elftal.

FC Twente zou oorspronkelijk februari openen met een uitwedstrijd tegen De Graafschap. Door de weersomstandigheden slaagden de Doetinchemmers er echter niet in het veld speelklaar te maken en werd het duel afgelast. Een week later werd er wel gespeeld. Heracles Almelo kwam op bezoek in De Grolsch Veste. In de eerste helft namen de Almeloërs de leiding in het duel en pas in de tweede helft wist Luuk de Jong de gelijkmaker te scoren. Een tweede doelpunt van De Jong in blessuretijd was echter niet genoeg om punten te halen, daar Heracles in tussentijd tweemaal had gescoord. Een kleine week later kreeg de ploeg de kans om zich te revancheren. In de Europa League stond een uitduel tegen Steaua Boekarest op het programma. In het stadion waar ook de finale van het toernooi gespeeld wordt scoorde Ola John, een dag nadat hij voor het eerst bij de voorselectie van Oranje zat, het enige doelpunt van de wedstrijd middels een fraaie lob.
Tussen de Europese duels met Steaua in stond een uitwedstrijd in Arnhem op het programma. FC Twente kwam via Leroy Fer al vroeg in de wedstrijd op voorsprong en nam in de tweede helft verder afstand. Vlak voor tijd scoorde Vitesse nog wel de 1-4, maar de winst kwam niet meer in gevaar. Daarna werd ook de thuiswedstrijd van Steaua gewonnen. Luuk de Jong profiteerde van een slordigheid van doelman Ciprian Tătărușanu en stelde daarna Nacer Chadli in staat om te scoren. Door de winst bekerde FC Twente door naar de achtste finales, waarin het tegen FC Schalke 04 opgenomen moest worden. In het weekend erna wordt ook met 1-0 gewonnen in De Grolsch Veste. Luuk de Jong scoorde tegen FC Utrecht het enige doelpunt van de wedstrijd.

#### Maart

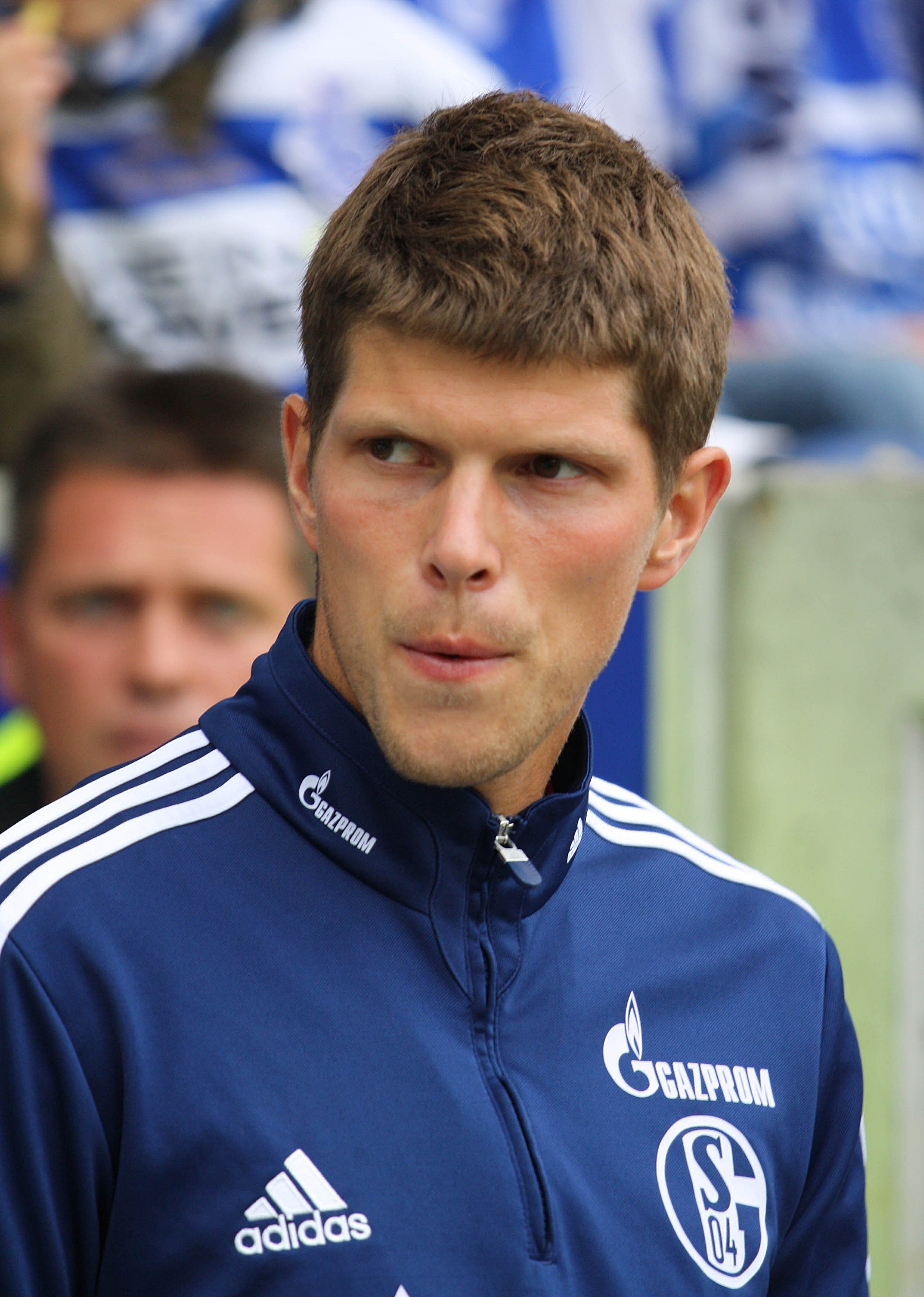
Met name door de drie doelpunten van Klaas-Jan Huntelaar werd FC Twente door FC Schalke 04 uitgeschakeld in de Europa League.

Na een midweekse interlandonderbreking hervatte FC Twente in het eerste weekend van maart de competitie met een uitwedstrijd tegen PSV. FC Twente startte het duel goed en stond met de rust al met 0-4 voor na doelpunten van Ola John, Janssen, Wisgerhof en De Jong. Na rust ontving Douglas een rode kaart wegens natrappen, waarna PSV via Ola Toivonen wat terug deed. Toch wist Twente opnieuw te scoren via Fer, waarmee het verzet bij PSV gebroken was. Hoewel Toivonen nog een treffer noteerde kwam de zege niet meer in gevaar. Willem Janssen scoorde zelfs nog zijn tweede treffer van de avond en bepaalde daarmee de eindstand: 2-6. Enkele dagen later hervatte FC Twente de Europese campagne met een 1-0 zege het Schalke 04 van Huub Stevens. Luuk de Jong scoorde vanaf elf meter de enige treffer van de avond.
Na zes overwinningen op rij ging FC Twente onderuit in Nijmegen. N.E.C. wist een 3-0-voorsprong te nemen, voordat Glynor Plet met zijn eerste treffer voor Twente wat terug deed. Het bleek echter de enige treffer van Twente die dag, hetgeen een 3-1 nederlaag opleverde. Een paar dagen later werd er weer verloren. In de return tegen Schalke 04 in Gelsenkirchen kwam FC Twente nog wel op voorsprong via Willem Janssen, maar onder meer drie treffer van Klaas-Jan Huntelaar bleken voor Schalke genoeg om Twente uit te schakelen. In de competitie ging FC Twente daarna wederom onderuit. Thuis tegen Feyenoord leidde de jonge Nils Röseler, die in de basiself debuteerde, de nederlaag in met een eigen doelpunt. Sekou Cissé zorgde met zijn treffer ervoor dat de wedstrijd in 0-2 eindigde.
Op woensdag 21 maart, terwijl de halve finales van de KNVB beker werden afgewerkt, speelde FC Twente de inhaalwedstrijd tegen De Graafschap. Na iets meer dan een minuut keek Twente al tegen een achterstand aan. Een doelpunt van Roberto Rosales bracht de ploegen weer op gelijke hoogte. Leroy Fer zorgde er uiteindelijk voor dat FC Twente met de volle drie punten huiswaarts kon en zag zijn ploeg weer naar de derde plaats klimmen, op twee punten achter koploper AZ en op één punt achter Ajax. Een paar dagen later speelde de ploeg van McClaren een uitwedstrijd in Den Haag. Met Douglas (was geschorst) en Wisgerhof (was geblesseerd) terug in de basis trad FC Twente aan tegen de ploeg van trainer Maurice Steijn. Ook kon McClaren voor het eerste beschikken over Wesley Verhoek. Luuk de Jong echter bleek in de wedstrijd tegen De Graafschap een enkelblessure opgelopen te hebben en doelman Nikolaj Michajlov moest al voor de derde keer op rij verstek laten gaan. Met Glynor Plet als aanvalsleider kwam FC Twente al vroeg op achterstand door een doelpunt van Ebi Smolarek. In de tweede helft scoorde Plet de gelijkmaker. Verhoek, die voor Twente debuteerde tegen zijn oude club, schoot in de slotfase nog op de paal, maar kon een gelijkspel niet voorkomen. Een week later was Verhoek wel trefzeker. In de thuiswedstrijd tegen Roda JC Kerkrade viel hij in voor Plet, nadat Douglas Twente op een 1-0-voorsprong had gekopt. In de slotfase was het Verhoek die de marge verdubbelde op aangeven van Ola John, die beide assists voor zijn rekening nam.

#### April

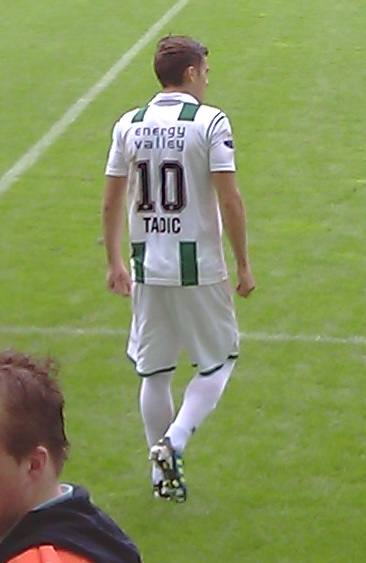
Twente legde onder andere Dušan Tadić vast voor het komende seizoen.

In april was FC Twente al druk doende met het volgende seizoen. Zo werden formeel de aflopende contracten van Sander Boschker, Denny Landzaat en Dwight Tiendalli opgezegd. Daarnaast werden Edwin Gyasi en Dušan Tadić vastgelegd. Ondertussen werd er ook gevoetbald. Met een gehavende ploeg trad McClaren aan tegen nummer twee AZ. Zo bestond het middenveld uit de jonge Nils Röseler, Leroy Fer en Nacer Chadli. Al vroeg kwam Twente op achterstand door een doelpunt van Jozy Altidore, maar de teruggekeerde Luuk de Jong zorgde nog voor rust voor de gelijkmaker. In de tweede helft kwam AZ wederom op voorsprong via Altidore. In de slotfase, waarin Quincy Promes debuteerde, zorgde Emir Bajrami met een rake kopbal ervoor dat de wedstrijd in een gelijkspel eindigde. Ondertussen zag de ploeg koploper Ajax met 5-0 bij concurrent sc Heerenveen winnen. En ook PSV (verlies tegen RKC Waalwijk) en Feyenoord (gelijkspel tegen Roda JC Kerkrade) lieten punten liggen, waardoor FC Twente derde bleef.
In de thuiswedstrijd die volgde tegen NAC Breda openden de bezoekers de score in de tweede helft via Alex Schalk. In mum van tijd werd de achterstand omgebogen naar een 2-1-voorsprong door een tweetal doelpunten van Luuk de Jong. In de slotfase wist NAC echter nogmaals te scoren, met een puntendeling tot gevolg. Een week later werd er wederom in de slotfase gescoord. In de uitwedstrijd tegen hekkensluiter Excelsior werd door invaller Nacer Chadli in blessuretijd het enige doelpunt van de wedstrijd gemaakt.
In de laatste wedstrijd van april trad FC Twente thuis aan tegen AFC Ajax, dat bij een gelijkspel tussen Feyenoord en AZ bij winst landskampioen zou worden. De Amsterdammers kwamen op voorsprong door een benutte strafschop door oud-speler Theo Janssen. In de tweede helft wist Leroy Fer de ploegen weer op gelijke hoogte te brengen, maar een doelpunt van Gregory van der Wiel kwam FC Twente niet meer te boven. Feyenoord won intussen van AZ, waardoor Ajax nog geen kampioen was. FC Twente zelf zakte twee wedstrijden voor het eind naar een zesde plek. Zo laag stond het elftal dit seizoen nog niet eerder.

#### Mei

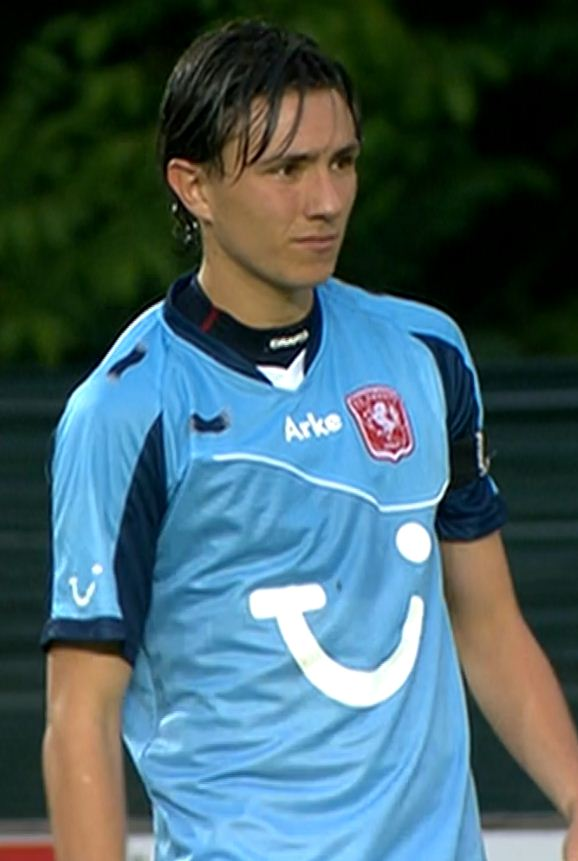
Steven Berghuis scoorde namens VVV-Venlo tegen zijn werkgever FC Twente en was voor de Venlonaren ook trefzeker in de play-offs.

Twente begon mei met een thuiswedstrijd tegen sc Heerenveen. De ploeg leek de mogelijkheid om de Friezen voorbij te gaan op de ranglijst met beide handen aan te grijpen toen het al vroeg in de wedstrijd op een 2-0-voorsprong kwam door twee treffers van Luuk de Jong. Topscorer Bas Dost scoorde echter gauw de aansluitingstreffer en de ploeg van Ron Jans liep in de tweede helft uit naar 2-4. Douglas scoorde vlak voor tijd nog de 3-4, maar er was onvoldoende tijd om nog een gelijkmaker te scoren. Op de slotdag van de competitie werd wederom verloren. Wel kwam Twente tweemaal op voorsprong via Leroy Fer en Nacer Chadli, maar de ploeg van Steve McClaren moest lijdzaam toezien hoe de nummer zestien van de Eredivisie uitliep naar een 4-2-voorsprong. Het voorlaatste doelpunt werd gemaakt door Steven Berghuis, die door Twente aan de Venlonaren verhuurd werd. Door de zesde plek in de competitie waar FC Twente eindigde moest het elftal deelnemen aan de play-offs met als inzet een ticket voor de tweede voorronde van de Europa League. Later op de dag werd bekend dat Twente, indien het niet slaagt de play-offs te winnen, het Fair Play-ticket krijgt dat dit seizoen aan Nederland werd toebedeeld. Wel moet het dan in de eerste voorronde starten.
Op 10 mei begon FC Twente aan de play-offs met een uitwedstrijd tegen RKC Waalwijk. Binnen een kwartier kwam de ploeg al op voorsprong nadat Chadli Douglas de gelegenheid gaf om richting doel op te stomen. De tot Nederlander genaturaliseerde Braziliaan had twee instanties nodig om de doelman te passeren. Nog voordat er een half uur op de klok stond kwamen de Waalwijkers echter alweer op gelijke hoogte. Vanaf elf meter miste Rick ten Voorde niet. Het bleken de enige twee treffers van de avond, waarmee het 1-1 bleef. In de return bleef het lang 0-0. Vlak voor tijd wist RKC echter te scoren, waarmee FC Twente uitgeschakeld werd. Hiermee was het seizoen ten einde.

## Wedstrijdstatistieken

### Oefenduels
| Oefenduel 1 | Selectie Twenterand                                                               | 0 - 6 (0 - 2)                                                              | FC Twente | Selectie FC Twente: |
| do. 23 juni 2011 Aanvangstijd: 19:00 uur Plaats: Vriezenveen Sportpark 't Midden - terrein DOS '37 Toeschouwers: 2.500 Scheidsrechter: Eric Braamhaar           |                                                                                   | 0 - 1 0 - 2 0 - 3 0 - 4 0 - 5 0 - 6                                        | 11' Steven Berghuis 34' Willem Janssen 53' Theo Vogelsang 57' Ninos Gouriye 78' Bernard Parker 89' Theo Vogelsang | OPSTELLING EERSTE HELFT: Boschker - Cornelisse, Wisgerhof , Bengtsson, Buysse - Brama, Janssen, Landzaat - Berghuis, Rendla, John OPSTELLING TWEEDE HELFT: Marsman - Bouma, Ottenhoff, Van Aken, Thesker - Bannink, Röseler, Leugers - Vogelsang, Gouriye, Parker |
| Oefenduel 2 | Selectie Hengelo                                                                  | 1 - 10 (0 - 4)                                                             | FC Twente | Selectie FC Twente: |
| za. 25 juni 2011 Aanvangstijd: 15:00 uur Plaats: Hengelo Sportpark Slangenbeek Toeschouwers: 1.500 Scheidsrechter: Arjan Laarhuis                               | Ali Ozturk 61'                                                                    | 0 - 1 0 - 2 0 - 3 0 - 4 0 - 5 1 - 5 1 - 6 1 - 7 1 - 8 1 - 9 1 - 10         | 7' Willem Janssen 19' Ola John 30' Andrej Rendla 36' Ola John 60' Ninos Gouriye 65' Mitch Stockentree 68' Ninos Gouriye 78' Ninos Gouriye 80' Ninos Gouriye 90' Ninos Gouriye                                        | OPSTELLING EERSTE HELFT: Boschker - Cornelisse, Wisgerhof , Bengtsson, Buysse - Brama, Janssen, Leugers - Berghuis, Rendla, John WISSELS: 10' Marsman - Boschker OPSTELLING TWEEDE HELFT: Bednarek - Bouma, Ottenhoff, Douglas , Thesker - Bannink, Röseler, Yahaya - Stockentree, Gouriye, Parker                                                                                      |
| Oefenduel 3 | SC Markelo                                                                        | 0 - 12 (0 - 6)                                                             | FC Twente | Selectie FC Twente: |
| di. 28 juni 2011 Aanvangstijd: 19:00 uur Plaats: Markelo Endemansdijk Toeschouwers: 3.000 Scheidsrechter: Eric Braamhaar                                        |                                                                                   | 0 - 1 0 - 2 0 - 3 0 - 4 0 - 5 0 - 6 0 - 7 0 - 8 0 - 9 0 - 10 0 - 11 0 - 12 | 9' Thilo Leugers 21' Steven Berghuis 29' Andrej Rendla 35' Ola John 44' Andrej Rendla 45' Ola John 58' Willem Janssen 61' Rasmus Bengtsson 64' Theo Vogelsang 69' Theo Vogelsang 74' Ninos Gouriye 85' Ninos Gouriye | BASISOPSTELLING: Marsman - Cornelisse, Wisgerhof , Douglas, Buysse - Brama, Janssen, Leugers - Berghuis, Rendla, John WISSELS: 46' Bengtsson - Douglas 60' Bednarek - Marsman 60' Stockentree - Cornelisse 60' Bouma - Wisgerhof 60' Thesker - Buysse 60' Bannink - Brama 60' Röseler - Janssen 60' Yahaya - Leugers 60' Vogelsang - Berghuis 60' Gouriye - Rendla 60' Parker - John    |
| Oefenduel 4 | DSV '61                                                                           | 0 - 10 (0 - 4)                                                             | FC Twente | Selectie FC Twente: |
| do. 30 juni 2011 Aanvangstijd: 19:00 uur Plaats: Doornspijk Sportpark De Haere Toeschouwers: 3.000 Scheidsrechter: Eric Braamhaar                               |                                                                                   | 0 - 1 0 - 2 0 - 3 0 - 4 0 - 5 0 - 6 0 - 7 0 - 8 0 - 9 0 - 10               | 2' Luuk de Jong 29' Luuk de Jong 33' Emir Bajrami 44' Willem Janssen 52' Andrej Rendla 57' Steven Berghuis 65' Ola John 71' Theo Vogelsang 85' Willem Janssen (p.) 90' Andrej Rendla                                 | BASISOPSTELLING: Marsman - Cornelisse, Douglas, Wisgerhof , Buysse - Brama, De Jong, Vujičević - Chadli, Janko, Bajrami WISSELS: 35' Leugers - Vujičević 35' Janssen - De Jong 35' Berghuis - Chadli 35' Rendla - Janko 35' John - Bajrami 62' Bednarek - Marsman 62' Vogelsang - Cornelisse 62' Bouma - Douglas 62' Bengtsson - Wisgerhof 62' Stockentree - Buysse 62' Röseler - Brama |
| Oefenduel 5 | AA Gent                                                                           | 1 - 3 (0 - 3)                                                              | FC Twente | Selectie FC Twente: |
| wo. 6 juli 2011 Aanvangstijd: 20:00 uur Plaats: Gentbrugge Jules Ottenstadion Toeschouwers: 5.000 Scheidsrechter: Kenny Snoeck (BEL)                            | Ilombe Mboyo 81'                                                                  | 0 - 1 0 - 2 0 - 3 1 - 3                                                    | 4' Luuk de Jong 23' Nacer Chadli 35' Luuk de Jong | BASISOPSTELLING: Marsman - Cornelisse, Douglas, Wisgerhof , Leugers - Brama, Chadli, Janssen - Berghuis, De Jong, John WISSELS: 46' Tiendalli - Leugers 46' Rendla - Chadli 46' Gouriye - De Jong 63' Bengtsson - Wisgerhof 63' Vogelsang - John 74' Röseler - Brama 78' Vujičević - Janssen 82' Stockentree - Cornelisse 82' Bouma - Douglas                                           |
| Iriscup | Fenerbahçe SK                                                                     | 3 - 4 (1 - 4)                                                              | FC Twente | Selectie FC Twente: |
| do. 14 juli 2011 Aanvangstijd: 20:00 uur Plaats: Tubeke Stade Leburton Toeschouwers: 1.700 Scheidsrechter: Sébastien Delferrière (BEL)                          | Semih Şentürk 44' Semih Şentürk 72' Semih Şentürk 80'                             | 0 - 1 0 - 2 0 - 3 0 - 4 1 - 4 2 - 4 3 - 4                                  | 3' Dwight Tiendalli 15' Steven Berghuis 19' Luuk de Jong 37' Luuk de Jong | BASISOPSTELLING: Michajlov - Cornelisse, Douglas, Wisgerhof , Tiendalli - Brama, Chadli, Janssen - Berghuis, De Jong, Bajrami WISSELS: 46' Vujičević - Brama 62' Buysse - Tiendalli 62' John - Bajrami 76' Gouriye - Chadli 76' Rendla - De Jong |
| - Een gele kaart was er voor Berghuis. |                                                                                   |                                                                            | | |
| Iriscup | Standard Luik                                                                     | 3 - 0 (1 - 0)                                                              | FC Twente | Selectie FC Twente: |
| vr. 15 juli 2011 Aanvangstijd: 18:00 Plaats: Tubeke Stade Leburton Toeschouwers: n.b. Scheidsrechter: n.b.                                                      | Mohammed Tchité 18' Réginal Goreux 47' Pape Abdou Camara 51'                      | 1 - 0 2 - 0 3 - 0                                                          | | BASISOPSTELLING: Boschker - Thesker, Bengtsson , Bouma, Buysse - Röseler, Rendla, Vujičević - John, Gouriye, Vogelsang WISSELS: 46' Marsman - Boschker 46' Stockentree - Buysse 46' Parker - Vujičević 88' Bajrami - Rendla |
| Oefenduel 8 | Galatasaray SK                                                                    | 0 - 1 (0 - 0)                                                              | FC Twente | Selectie FC Twente: |
| wo. 20 juli 2011 Aanvangstijd: 19:00 Plaats: Osnabrück osnatel Arena Toeschouwers: 3.000 Scheidsrechter: n.b.                                                   |                                                                                   | 0 - 1                                                                      | 77' Aykut Erçetin (ed) | BASISOPSTELLING: Michajlov - Cornelisse, Douglas, Wisgerhof , Leugers - Brama, Chadli, Janssen - Berghuis, De Jong, Bajrami WISSELS: 46' Ruiz - Berghuis 46' Janko - Bajrami 65' Tiendalli - Cornelisse 65' Bengtsson - Douglas 65' Vujičević - Brama 78' John - De Jong |
| - Een gele kaart was er voor Janssen en Tiendalli. |                                                                                   |                                                                            | | |
| Oefenduel 9 | FC Twente                                                                         | 5 - 0 (4 - 0)                                                              | WKE | Selectie FC Twente: |
| vr. 22 juli 2011 Aanvangstijd: 19:00 Plaats: Hengelo Sportpark Slangenbeek Toeschouwers: 3.500 Scheidsrechter: Bas Nijhuis                                      | Bryan Ruiz 5' Marc Janko 9' Andrej Rendla 18' Ninos Gouriye 41' Andrej Rendla 59' | 1 - 0 2 - 0 3 - 0 4 - 0 5 - 0                                              | | BASISOPSTELLING: Boschker - Tiendalli, Bouma, Bengtsson, Buysse - Vujičević, Ruiz , Rendla - Vogelsang, Janko, John WISSELS: 15' Leugers - Vujičević 30' Gouriye - Ruiz 42' Parker - John 46' Thesker - Bouma 46' Röseler - Buysse 60' Stockentree - Janko |
| Oefenduel 10 | FC Twente                                                                         | 0 - 0                                                                      | FC Zwolle | Selectie FC Twente: |
| do. 1 september 2011 Aanvangstijd: 14:30 uur Plaats: Hengelo FC Twente-trainingscentrum Toeschouwers: geen Scheidsrechter: Bas Nijhuis                          |                                                                                   |                                                                            | | OPSTELLING EERSTE HELFT: Boschker - Cornelisse, Wisgerhof , Bengtsson, Buysse - Brama, Janssen, Landzaat - Rendla, Gouriye, Vogelsang OPSTELLING TWEEDE HELFT: Boschker - Tiendalli, Bengtsson, Douglas , Buysse - Landzaat, Leugers, Rendla - Agnaldo, Aguilar, Gouriye WISSELS: Thesker - Bengtsson Bouma - Rendla                                                                    |
| Maspalomas Cup | FC Lausanne-Sport                                                                 | 0 - 0                                                                      | FC Twente | Selectie FC Twente: |
| ma. 9 januari 2012 Aanvangstijd: 19:30 uur Plaats: Maspalomas Estadio Municipal Toeschouwers: 600 Scheidsrechter: Hernandez-Hernandez (ESP)                     |                                                                                   |                                                                            | | BASISOPSTELLING: Michajlov - Rosales, Wisgerhof , Douglas, Tiendalli - Landzaat, Chadli, Fer - Bajrami, De Jong, John WISSELS: 46' Bengtsson - Douglas 46' Buysse - Tiendalli 46' Gouriye - John 62' Berghuis - Chadli 62' Röseler - De Jong |
| - FC Twente verloor na het duel de strafschoppenserie (4-3). Landzaat en Bengtsson misten namen FC Twente.                                                      |                                                                                   |                                                                            | | |
| Maspalomas Cup | Aalesunds FK                                                                      | 1 - 1 (0 - 1)                                                              | FC Twente | Selectie FC Twente: |
| do. 12 januari 2012 Aanvangstijd: 18:30 Plaats: Maspalomas Estadio Municipal Toeschouwers: n.b. Scheidsrechter: n.b.                                            | Adam Sellami 89'                                                                  | 0 - 1 1 - 1                                                                | 29' Leroy Fer | BASISOPSTELLING: Michajlov - Rosales, Wisgerhof , Douglas, Tiendalli - Brama, Janssen, Fer - Bajrami, De Jong, Chadli WISSELS: 46' Bengtsson - Wisgerhof 46' Janko - Janssen 61' Cornelisse - Rosales 61' Landzaat - Brama 81' Berghuis - Bajrami 88' Buysse - Chadli |
| - Rasmus Bengtsson kreeg een rode kaart (83') FC Twente verloor na het duel de strafschoppenserie (4-3). De Jong, Landzaat en Tiendalli misten namen FC Twente. |                                                                                   |                                                                            | | |
| |                                                                                   |                                                                            | | |

### Johan Cruijff Schaal
| Finale | FC Twente                         | 2 - 1 (1 - 0)     | AFC Ajax              | Selectie FC Twente: |
| za. 30 juli 2011 Aanvangstijd: 20:00 uur Plaats: Amsterdam Amsterdam ArenA Toeschouwers: 45.000 Scheidsrechter: Pol van Boekel | Marc Janko (p) 21' Bryan Ruiz 68' | 1 - 0 1 - 1 2 - 1 | 54' Toby Alderweireld | BASISOPSTELLING: Michajlov - Cornelisse, Wisgerhof , Douglas, Tiendalli - Brama, De Jong, Janssen - Berghuis, Janko, John RESERVEBANK: Boschker, Bengtsson, Buysse, Leugers, Rendla, Vogelsang, Ruiz WISSELS: 46' Ruiz John 52' Leugers Janko |
| - Steven Berghuis kreeg in de 47' wegens een vermeende schwalbe zijn tweede gele kaart en dus rood. Cornelisse en Douglas (74') kregen een gele kaart. Willem Janssen maakte zijn debuut voor FC Twente. Bij Ajax maakten voormalig FC Twente-spelers Theo Janssen en Derk Boerrigter hun clubdebuut. FC Twente won voor de tweede achtereenvolgende keer de Johan Cruijff Schaal. |                                   |                   |                       | |
| |                                   |                   |                       | |

### Eredivisie
| 1e speelronde | NAC Breda                                                                            | 0 - 1 (0 - 1)                                   | FC Twente                                                                                              | Selectie FC Twente: |
| zo. 7 augustus 2011 Aanvangstijd: 16:30 uur Plaats: Breda Rat Verlegh Stadion Toeschouwers: 16.750 Scheidsrechter: Danny Makkelie |                                                                                      | 0 - 1                                           | 27' Marc Janko (p)                                                                                     | BASISOPSTELLING: Boschker - Cornelisse, Wisgerhof , Bengtsson, Tiendalli - Brama, De Jong, Janssen - Ruiz, Janko, Berghuis RESERVEBANK: Marsman, Buysse, Leugers, Landzaat, Rendla, Bajrami, John WISSELS: 66' Bajrami Janko 76' Landzaat Ruiz 84' John Berghuis            |
| - Tiendalli (7') en Janssen (85') kregen een gele kaart. Na de eerste speelronde staat FC Twente vijfde, met evenveel punten als koploper Ajax. |                                                                                      |                                                 | | |
| 2e speelronde | FC Twente                                                                            | 2 - 0 (1 - 0)                                   | AZ | Selectie FC Twente: |
| za. 13 augustus 2011 Aanvangstijd: 18:45 Plaats: Enschede De Grolsch Veste Toeschouwers: 24.800 Scheidsrechter: Pieter Vink | Marc Janko 3' Bryan Ruiz 66'                                                         | 1 - 0 2 - 0                                     | | BASISOPSTELLING: Michajlov - Cornelisse, Wisgerhof , Douglas, Tiendalli - Brama, De Jong, Janssen - Berghuis, Janko, John RESERVEBANK: Boschker, Bengtsson, Buysse, Landzaat, Rosales, Rendla, Ruiz WISSELS: 46' Ruiz Berghuis 67' Landzaat Janko 82' Rosales John          |
| - Voor het eerst sinds seizoen 1993/94 won FC Twente de eerste twee competitiewedstrijden van de competitie. Zowel de uitwedstrijd tegen NAC als de thuiswedstrijd tegen AZ gingen in seizoen 2010/11 nog verloren. Bryan Ruiz begon op de bank, omdat hij vanwege een interland van Costa Rica pas op vrijdagavond was teruggekeerd in Twente en daardoor de laatste training had gemist. Het toeschouwersaantal van 24.800 was een bezoekersrecord voor De Grolsch Veste. Na de tweede speelronde staat Twente derde, met evenveel punten als koploper Ajax. |                                                                                      |                                                 | | |
| 3e speelronde | sc Heerenveen                                                                        | 1 - 5 (0 - 3)                                   | FC Twente                                                                                              | Selectie FC Twente: |
| za. 20 augustus 2011 Aanvangstijd: 19:45 Plaats: Heerenveen Abe Lenstra Stadion Toeschouwers: 25.500 Scheidsrechter: Ed Janssen | Luciano Narsingh 87'                                                                 | 0 - 1 0 - 2 0 - 3 0 - 4 1 - 4 1 - 5             | 27' Luuk de Jong 30' Willem Janssen 45' Marc Janko 66' Emir Bajrami 89' Marc Janko (p)                 | BASISOPSTELLING: Boschker - Cornelisse, Wisgerhof , Douglas, Tiendalli - Brama, Janssen - Ruiz, Janko, De Jong, John RESERVEBANK: Marsman, Rosales, Buysse, Leugers, Landzaat, Bajrami, Berghuis WISSELS: 62' Bajrami John 70' Landzaat Janssen 83' Leugers Brama           |
| - Voorafgaand aan de wedstrijd was er een minuut stilte voor de overleden oud-trainer Fritz Korbach. Janssen (35'), Ruiz (46') en Brama (63') kregen een gele kaart. Voor het eerst sinds seizoen 1984/85 won FC Twente de eerste drie competitiewedstrijden van de competitie. Destijds was Korbach de trainer van Twente. De uitwedstrijd tegen Heerenveen ging in seizoen 2010/11 nog met 6-2 verloren. |                                                                                      |                                                 | | |
| 4e speelronde | FC Twente                                                                            | 4 - 1 (3 - 1)                                   | VVV-Venlo                                                                                              | Selectie FC Twente: |
| za. 27 augustus 2011 Aanvangstijd: 19:45 Plaats: Enschede De Grolsch Veste Toeschouwers: 25.700 Scheidsrechter: Jack van Hulten | Bryan Ruiz 2' Luuk de Jong 28' Marc Janko 31' Luuk de Jong 66'                       | 1 - 0 1 - 1 2 - 1 3 - 1 4 - 1                   | 26' Ahmed Musa                                                                                         | BASISOPSTELLING: Michajlov - Cornelisse, Wisgerhof , Douglas, Tiendalli - Brama, Janssen - Ruiz, Janko, De Jong, John RESERVEBANK: Boschker, Rosales, Bengtsson, Landzaat, Rendla, Bajrami, Berghuis WISSELS: 46' Rosales Cornelisse 74' Berghuis John 81' Rendla De Jong   |
| 5e speelronde | Roda JC Kerkrade                                                                     | 2 - 1 (1 - 1)                                   | FC Twente                                                                                              | Selectie FC Twente: |
| za. 10 september 2011 Aanvangstijd: 18:45 Plaats: Kerkrade Parkstad Limburg Stadion Toeschouwers: 13.500 Scheidsrechter: Richard Liesveld | Ruud Vormer 36' Mitchell Donald 47'                                                  | 0 - 1 1 - 1 2 - 1                               | Marc Janko 35'                                                                                         | BASISOPSTELLING: Michajlov - Cornelisse, Wisgerhof , Douglas, Tiendalli - Janssen, Brama, De Jong, Fer - Janko, John RESERVEBANK: Boschker, Rosales, Buysse, Landzaat, Leugers, Berghuis, Gouriye WISSELS: 61' Berghuis Wisgerhof 76' Buysse Tiendalli                      |
| - Leroy Fer debuteerde voor FC Twente. Door de nederlaag verloor FC Twente de koppositie aan Ajax. Twente volgt op één punt achterstand, net als AZ dat een beter doelsaldo heeft. |                                                                                      |                                                 | | |
| 6e speelronde | FC Twente                                                                            | 5 - 2 (1 - 1)                                   | ADO Den Haag                                                                                           | Selectie FC Twente: |
| zo. 18 september 2011 Aanvangstijd: 14:30 Plaats: Enschede De Grolsch Veste Toeschouwers: 23.000 Scheidsrechter: Serge Gumienny (BEL) | Marc Janko 16' Douglas 56' Luuk de Jong 72' Emir Bajrami 77' Luuk de Jong 90'        | 0 - 1 1 - 1 2 - 1 3 - 1 3 - 2 4 - 2 5 - 2       | 14' Lex Immers (p) 77' John Verhoek                                                                    | BASISOPSTELLING: Michajlov - Cornelisse, Wisgerhof , Douglas, Buysse - Fer, De Jong, Brama - Rosales, Janko, John RESERVEBANK: Marsman, Tiendalli, Landzaat, Leugers, Janssen, Bajrami, Berghuis WISSELS: 62' Janssen Janko 75' Bajrami John 78' Landzaat Fer               |
| - Leroy Fer (6') en Wout Brama (73') kregen een gele kaart. Door de overwinning nam FC Twente de koppositie in de Eredivisie over van Ajax, dat met 2-2 gelijk speelde tegen PSV. De 3-1 van Luuk de Jong was het 2500e doelpunt van FC Twente in het betaald voetbal. |                                                                                      |                                                 | | |
| 7e speelronde | Ajax                                                                                 | 1 - 1 (1 - 0)                                   | FC Twente                                                                                              | Selectie FC Twente: |
| za. 24 september 2011 Aanvangstijd: 20:45 Plaats: Amsterdam Amsterdam ArenA Toeschouwers: 51.541 Scheidsrechter: Pieter Vink | Miralem Sulejmani 10'                                                                | 1 - 0 1 - 1                                     | 87' Luuk de Jong                                                                                       | BASISOPSTELLING: Michajlov - Cornelisse, Wisgerhof , Douglas, Tiendalli - Janssen, Brama, Fer - Rosales, De Jong, Bajrami RESERVEBANK: Marsman, Buysse, Landzaat, Leugers, Janko, Berghuis, John WISSELS: 59' Landzaat Fer 74' John Cornelisse 81' Janko Janssen            |
| 8e speelronde | FC Twente                                                                            | 2 - 2 (1 - 0)                                   | Excelsior                                                                                              | Selectie FC Twente: |
| zo. 2 oktober 2011 Aanvangstijd: 14:30 Plaats: Enschede De Grolsch Veste Toeschouwers: 20.000 Scheidsrechter: Serdar Gözübüyük | Ola John 34' Luuk de Jong 90'                                                        | 1 - 0 1 - 1 1 - 2 2 - 2                         | 85' Darren Maatsen 86' Darren Maatsen                                                                  | BASISOPSTELLING: Michajlov - Rosales, Wisgerhof , Douglas, Buysse - Brama, De Jong, Janssen - Bajrami, Janko, John RESERVEBANK: Marsman, Cornelisse, Tiendalli, Landzaat, Fer, Berghuis, Gouriye WISSELS: 46' Berghuis Bajrami 65' Fer Janko 68' Tiendalli Buysse           |
| - Gele kaarten waren er voor Ola John, Bart Buysse en Peter Wisgerhof. |                                                                                      |                                                 | | |
| 9e speelronde | RKC Waalwijk                                                                         | 0 - 4 (0 - 1)                                   | FC Twente                                                                                              | Selectie FC Twente: |
| za. 15 oktober 2011 Aanvangstijd: 19:45 Plaats: Waalwijk Mandemakers Stadion Toeschouwers: 7.082 Scheidsrechter: Jan Wegereef |                                                                                      | 0 - 1 0 - 2 0 - 3 0 - 4                         | 43' Marc Janko 51' Marc Janko (p) 59' Wout Brama 72' Marc Janko                                        | BASISOPSTELLING: Marsman - Cornelisse, Wisgerhof , Douglas, Tiendalli - Brama, De Jong, Landzaat - Janssen, Janko, John RESERVEBANK: Bednarek, Rosales, Leugers, Fer, Bajrami, Rendla, Gouriye WISSELS: 78' Bajrami John 82' Gouriye Janko 88' Rendla Janssen               |
| - Luuk de Jong (74') kreeg een gele kaart. |                                                                                      |                                                 | | |
| 10e speelronde | FC Groningen                                                                         | 1 - 1 (0 - 1)                                   | FC Twente                                                                                              | Selectie FC Twente: |
| zo. 23 oktober 2011 Aanvangstijd: 14:30 Plaats: Groningen Euroborg Toeschouwers: 21.000 Scheidsrechter: Reinold Wiedemeijer | Suk Hyun-Jun 65'                                                                     | 0 - 1 1 - 1                                     | 20' Ola John                                                                                           | BASISOPSTELLING: Michajlov - Rosales, Wisgerhof , Douglas, Tiendalli - Brama, De Jong, Landzaat - Bajrami, Janko, John RESERVEBANK: Marsman, Cornelisse, Bengtsson, Leugers, Fer, Janssen, Chadli WISSELS: 46' Bengtsson Wisgerhof 46' Janssen Bajrami 67' Chadli Janko     |
| - Roberto Rosales kreeg een gele kaart. |                                                                                      |                                                 | | |
| 11e speelronde | FC Twente                                                                            | 2 - 2 (1 - 1)                                   | PSV | Selectie FC Twente: |
| za. 29 oktober 2011 Aanvangstijd: 20:45 Plaats: Enschede De Grolsch Veste Toeschouwers: 30.000 Scheidsrechter: Kevin Blom | Douglas 10' Leroy Fer 78'                                                            | 1 - 0 1 - 1 1 - 2 2 - 2                         | 11' Zakaria Labyad 64' Marcelo                                                                         | BASISOPSTELLING: Michajlov - Rosales, Bengtsson, Douglas, Tiendalli - De Jong, Brama , Chadli - Bajrami, Janko, John RESERVEBANK: Boschker, Cornelisse, Wisgerhof, Landzaat, Fer, Janssen, Berghuis WISSELS: 71' Fer Janko 77' Landzaat Bengtsson                           |
| - Wout Brama (81') kreeg een gele kaart. Scheidsrechter Kevin Blom gaf in de 72e minuut Kevin Strootman van PSV een rode kaart na een tackle op Luuk de Jong. |                                                                                      |                                                 | | |
| 12e speelronde | FC Twente                                                                            | 4 - 0 (1 - 0)                                   | De Graafschap                                                                                          | Selectie FC Twente: |
| zo. 6 november 2011 Aanvangstijd: 14:30 Plaats: Enschede De Grolsch Veste Toeschouwers: 29.500 Scheidsrechter: Pol van Boekel | Peter Wisgerhof 40' Luuk de Jong 60' Ola John 62' Leroy Fer 85'                      | 1 - 0 2 - 0 3 - 0 4 - 0                         | | BASISOPSTELLING: Michajlov - Rosales, Wisgerhof , Douglas, Tiendalli - Brama, Chadli, Landzaat - Bajrami, De Jong, John RESERVEBANK: Boschker, Cornelisse, Bengtsson, Janssen, Fer, Rendla, Gouriye WISSELS: 64' Fer Bajrami 73' Janssen Landzaat 82' Gouriye John          |
| 13e speelronde | Heracles Almelo                                                                      | 1 - 1 (0 - 0)                                   | FC Twente                                                                                              | Selectie FC Twente: |
| za. 19 november 2011 Aanvangstijd: 19:45 Plaats: Almelo Polman Stadion Toeschouwers: 8.500 Scheidsrechter: Jan Wegereef | Lerin Duarte 90'                                                                     | 0 - 1 1 - 1                                     | 50' Peter Wisgerhof                                                                                    | BASISOPSTELLING: Michajlov - Rosales, Wisgerhof , Douglas, Tiendalli - Brama, Fer, Landzaat - Bajrami, De Jong, John RESERVEBANK: Boschker, Cornelisse, Bengtsson, Janssen, Leugers, Rendla, Gouriye WISSELS: 27' Gouriye Bajrami 78' Janssen John                          |
| - FC Twente evenaarde het Eredivisierecord van Ajax door voor de 41e keer op rij te scoren in een Eredivisieduel. |                                                                                      |                                                 | | |
| 14e speelronde | FC Twente                                                                            | 0 - 0                                           | Vitesse                                                                                                | Selectie FC Twente: |
| zo. 27 november 2011 Aanvangstijd: 16:30 Plaats: Enschede De Grolsch Veste Toeschouwers: 29.800 Scheidsrechter: Ruud Bossen |                                                                                      |                                                 | | BASISOPSTELLING: Michajlov - Rosales, Wisgerhof , Douglas, Tiendalli - Brama, Fer, Landzaat - Chadli, De Jong, John RESERVEBANK: Marsman, Cornelisse, Bengtsson, Janssen, Leugers, Bajrami, Janko WISSELS: 67' Janko John 78' Bajrami Landzaat 90' Janssen Chadli           |
| - Tiendalli kreeg een gele kaart. |                                                                                      |                                                 | | |
| 15e speelronde | FC Utrecht                                                                           | 2 - 6 (0 - 2)                                   | FC Twente                                                                                              | Selectie FC Twente: |
| zo. 4 december 2011 Aanvangstijd: 14:30 Plaats: Utrecht Stadion Galgenwaard Toeschouwers: 20.025 Scheidsrechter: Reinold Wiedemeijer | Frank Demouge 68' Dave Bulthuis 72'                                                  | 0 - 1 0 - 2 0 - 3 0 - 4 0 - 5 1 - 5 2 - 5 2 - 6 | 8' Peter Wisgerhof 13' Ola John 47' Willem Janssen 58' Willem Janssen 64' Ola John 83' Steven Berghuis | BASISOPSTELLING: Michajlov - Rosales, Wisgerhof , Douglas, Tiendalli - Brama, Chadli, Landzaat - Bajrami, De Jong, John RESERVEBANK: Marsman, Cornelisse, Bengtsson, Buysse, Janssen, Berghuis, Janko WISSELS: 34' Janssen Chadli 78' Berghuis Bajrami 85' Janko de Jong    |
| - Gele kaarten waren er voor Douglas (27'), Janssen (35') en Landzaat (48'). |                                                                                      |                                                 | | |
| 16e speelronde | FC Twente                                                                            | 2 - 0 (0 - 0)                                   | N.E.C.                                                                                                 | Selectie FC Twente: |
| za. 10 december 2011 Aanvangstijd: 18:45 Plaats: Enschede De Grolsch Veste Toeschouwers: 29.500 Scheidsrechter: Danny Makkelie | Luuk de Jong 57' Nacer Chadli 73'                                                    | 1 - 0 2 - 0                                     | | BASISOPSTELLING: Michajlov - Rosales, Wisgerhof , Douglas, Tiendalli - Brama, Chadli, Landzaat - Bajrami, De Jong, John RESERVEBANK: Marsman, Cornelisse, Bengtsson, Buysse, Janssen, Berghuis, Janko WISSELS: 46' Janko Bajrami 62' Buysse Tiendalli 79' Janssen Landzaat  |
| 17e speelronde | Feyenoord                                                                            | 3 - 2 (3 - 0)                                   | FC Twente                                                                                              | Selectie FC Twente: |
| zo. 18 december 2011 Aanvangstijd: 14:30 Plaats: Rotterdam Stadion Feijenoord Toeschouwers: 44.000 Scheidsrechter: Richard Liesveld | John Guidetti 8' John Guidetti 43' John Guidetti 44'                                 | 1 - 0 2 - 0 3 - 0 3 - 1 3 - 2                   | 56' Nacer Chadli 66' Luuk de Jong                                                                      | BASISOPSTELLING: Michajlov - Rosales, Wisgerhof , Douglas, Tiendalli - Brama, De Jong, Landzaat - John, Janko, Chadli RESERVEBANK: Marsman, Bengtsson, Buysse, Fer, Janssen, Berghuis, Gouriye WISSELS: 65' Janssen Landzaat 73' Fer Janko 86' Berghuis Tiendalli           |
| - Roberto Rosales kreeg een gele kaart. |                                                                                      |                                                 | | |
| 18e speelronde | FC Twente                                                                            | 5 - 0 (2 - 0)                                   | RKC Waalwijk                                                                                           | Selectie FC Twente: |
| za. 21 januari 2012 Aanvangstijd: 20:45 Plaats: Enschede De Grolsch Veste Toeschouwers: 29.324 Scheidsrechter: Tom van Sichem | Luuk de Jong 26' Emir Bajrami 35' Luuk de Jong (p) 54' Nacer Chadli 65' Ola John 81' | 1 - 0 2 - 0 3 - 0 4 - 0 5 - 0                   | | BASISOPSTELLING: Michajlov - Rosales, Wisgerhof , Douglas, Tiendalli - Brama, Chadli, Fer - Bajrami, De Jong, O. John RESERVEBANK: Marsman, Cornelisse, Bengtsson, Leugers, Janssen, Janko, J. John WISSELS: 68' Janssen Brama 73' Janko Fer 84' J. John Chadli             |
| - Gele kaarten waren er voor Rosales en Brama. Voor beiden was het de vierde gele kaart van het seizoen. Bij de vijfde worden ze voor één duel geschorst. |                                                                                      |                                                 | | |
| 19e speelronde | FC Twente                                                                            | 4 - 1 (2 - 0)                                   | FC Groningen                                                                                           | Selectie FC Twente: |
| zo. 29 januari 2012 Aanvangstijd: 14:30 Plaats: Enschede De Grolsch Veste Toeschouwers: 29.900 Scheidsrechter: Kevin Blom | Luuk de Jong 14' Luuk de Jong 23' Luuk de Jong 58' Leroy Fer 66'                     | 1 - 0 2 - 0 2 - 1 3 - 1 4 - 1                   | 47' Virgil van Dijk                                                                                    | BASISOPSTELLING: Michajlov - Rosales, Wisgerhof , Douglas, Tiendalli - Brama, Chadli, Fer - Bajrami, De Jong, O. John RESERVEBANK: Marsman, Cornelisse, Bengtsson, Leugers, Janssen, Janko, J. John WISSELS: 7' Cornelisse Tiendalli 57' Janssen Bajrami 73' J. John Chadli |
| - Douglas (55') kreeg een gele kaart. Voor de achtste keer in 19 wedstrijden scoorde Twente vier keer of meer. De drie doelpunten van De Jong werden allen ingeleid door een assist van Ola John. Doordat AZ de uitwedstrijd tegen Roda JC verloor, steeg Twente op doelsaldo naar de tweede plaats, op twee punten van PSV. |                                                                                      |                                                 | | |
| 20e speelronde | De Graafschap                                                                        | afgelast                                        | FC Twente                                                                                              | verplaatst naar 21 maart 2012 |
| 21e speelronde | FC Twente                                                                            | 2 - 3 (0 - 1)                                   | Heracles Almelo                                                                                        | Selectie FC Twente: |
| vr. 10 februari 2012 Aanvangstijd: 20:00 Plaats: Enschede De Grolsch Veste Toeschouwers: 29.500 Scheidsrechter: Reinold Wiedemeijer | Luuk de Jong 73' Luuk de Jong 90'                                                    | 0 - 1 1 - 1 1 - 2 1 - 3 2 - 3                   | 33' Everton 81' Darl Douglas 84' Everton                                                               | BASISOPSTELLING: Michajlov - Cornelisse, Wisgerhof , Douglas, Rosales - Brama, Janssen, Fer - Chadli, De Jong, O. John RESERVEBANK: Marsman, Röseler, Bengtsson, Leugers, Promes, Plet, J. John WISSELS: 68' Plet Brama 86' J. John Fer                                     |
| 22e speelronde | Vitesse                                                                              | 1 - 4 (0 - 1)                                   | FC Twente                                                                                              | Selectie FC Twente: |
| zo. 19 februari 2012 Aanvangstijd: 16:30 Plaats: Arnhem GelreDome Toeschouwers: 16.852 Scheidsrechter: Pieter Vink | Mike Havenaar 88'                                                                    | 0 - 1 0 - 2 0 - 3 0 - 4 1 - 4                   | 6' Leroy Fer 65' Luuk de Jong 73' Ola John 83' Nacer Chadli                                            | BASISOPSTELLING: Michajlov - Cornelisse, Wisgerhof , Douglas, Rosales - Brama, Janssen, Fer - Chadli, De Jong, O. John RESERVEBANK: Boschker, Röseler, Bengtsson, Leugers, Bajrami, Plet, J. John WISSELS: 82' Bengtsson O. John 90' Plet Chadli 90' Röseler Janssen        |
| - Peter Wisgerhof kreeg in de 80e minuut de rode kaart toen hij de doorgebroken Wilfried Bony vasthield. Bony miste de naar aanleiding van deze overtreding gegeven strafschop. Janssen en Cornelisse kregen een gele kaart. Op de ranglijst staat Twente drie punten achter op PSV en AZ, één punt op Heerenveen, één punt voor op Feyenoord en twee punten voor op Ajax. Twente heeft in vergelijking met deze teams een wedstrijd minder gespeeld. |                                                                                      |                                                 | | |
| 23e speelronde | FC Twente                                                                            | 1 - 0 (1 - 0)                                   | FC Utrecht                                                                                             | Selectie FC Twente: |
| zo. 26 februari 2012 Aanvangstijd: 14:30 Plaats: Enschede De Grolsch Veste Toeschouwers: 29.700 Scheidsrechter: Jack van Hulten | Luuk de Jong 44'                                                                     | 1 - 0                                           | | BASISOPSTELLING: Michajlov - Cornelisse, Bengtsson, Douglas, Rosales - Brama , Janssen, Fer - Chadli, De Jong, O. John RESERVEBANK: Boschker, Röseler, Tiendalli, Leugers, Bajrami, Plet, J. John WISSELS: 74' Bajrami O. John 90' Plet Chadli                              |
| 24e speelronde | PSV                                                                                  | 2 - 6 (0 - 4)                                   | FC Twente                                                                                              | Selectie FC Twente: |
| zo. 4 maart 2012 Aanvangstijd: 16:30 Plaats: Eindhoven Philips Stadion Toeschouwers: 33.000 Scheidsrechter: Pol van Boekel | Ola Toivonen 55' Ola Toivonen 82'                                                    | 0 - 1 0 - 2 0 - 3 0 - 4 1 - 4 1 - 5 2 - 5 2 - 6 | 8' Ola John 19' Willem Janssen 35' Peter Wisgerhof 40' Luuk de Jong 74' Leroy Fer 87' Willem Janssen   | BASISOPSTELLING: Michajlov - Cornelisse, Wisgerhof , Douglas, Rosales - Brama, Janssen, Fer - Chadli, De Jong, O. John RESERVEBANK: Boschker, Bengtsson, Tiendalli, Leugers, Bajrami, Plet, J. John WISSELS: 55' Bengtsson O. John 88' Bajrami Chadli 89' Tiendalli Janssen |
| - Douglas kreeg in de 51e minuut een rode kaart wegens natrappen naar Ola Toivonen. Janssen en Michajlov kregen een gele kaart. Voor het tiende competitieduel op rij bleef Twente ongeslagen tegen PSV. Op de ranglijst passeerde Twente PSV en steeg het naar de tweede plaats, op één punt van koploper AZ. |                                                                                      |                                                 | | |
| 25e speelronde | N.E.C.                                                                               | 3 - 1 (1 - 0)                                   | FC Twente                                                                                              | Selectie FC Twente: |
| zo. 11 maart 2012 Aanvangstijd: 14:30 Plaats: Nijmegen Goffertstadion Toeschouwers: 12.000 Scheidsrechter: Luc Wouters (BEL) | Lasse Schöne (p) 44' Kevin Conboy 50' Género Zeefuik 59'                             | 1 - 0 2 - 0 3 - 0 3 - 1                         | 77' Glynor Plet                                                                                        | BASISOPSTELLING: Michajlov - Cornelisse, Wisgerhof , Bengtsson, Rosales - Brama, Chadli, Fer - Bajrami, De Jong, O. John RESERVEBANK: Boschker, Kuiper, Tiendalli, Röseler, Leugers, Plet, J. John WISSELS: 53' Plet Bajrami 53' Kuiper Cornelisse 75' Leugers Brama        |
| - Gele kaarten waren er voor O. John (40'), De Jong (43') en Rosales (50'). Nikcy Kuiper maakte na lang blessureleed zijn rentree in de ploeg, terwijl Glynor Plet zijn eerste treffer in Twentse dienst scoorde. |                                                                                      |                                                 | | |
| 26e speelronde | FC Twente                                                                            | 0 - 2 (0 - 0)                                   | Feyenoord                                                                                              | Selectie FC Twente: |
| zo. 18 maart 2012 Aanvangstijd: 14:30 Plaats: Enschede De Grolsch Veste Toeschouwers: 30.000 Scheidsrechter: Kevin Blom |                                                                                      | 0 - 1 0 - 2                                     | 49' Nils Röseler (e.d.) 86' Sekou Cissé                                                                | BASISOPSTELLING: Boschker - Cornelisse, Bengtsson, Röseler, Tiendalli - Brama , Janssen, Fer - O. John, De Jong, Chadli RESERVEBANK: Marsman, Kuiper, Buysse, Leugers, Bajrami, Plet, J. John WISSELS: 73' Plet Janssen 73' Kuiper Cornelisse 84' J. John Röseler           |
| - Sander Boschker speelde zijn 550e competitiewedstrijd voor FC Twente. |                                                                                      |                                                 | | |
| inhaalwedstrijd | De Graafschap                                                                        | 1 - 2 (1 - 1)                                   | FC Twente                                                                                              | Selectie FC Twente: |
| woensdag 21 maart 2012 Aanvangstijd: 18:30 Plaats: Doetinchem De Vijverberg Toeschouwers: 12.501 Scheidsrechter: Tom van Sichem | El Hassnaoui 2'                                                                      | 1 - 0 1 - 1 1 - 2                               | 19' Roberto Rosales 52' Leroy Fer                                                                      | BASISOPSTELLING: Boschker - Rosales, Bengtsson, Röseler, Kuiper - Brama , Janssen, Fer - O. John, De Jong, Chadli RESERVEBANK: Marsman, Tiendalli, Cornelisse, Leugers, Bajrami, Plet, J. John WISSELS: 78' Plet De Jong 83' Tiendalli Kuiper 88' Bajrami Chadli            |
| - De wedstrijd was oorspronkelijk vastgesteld op 5 februari 2012, maar werd afgelast wegens winterse omstandigheden en de slechte gesteldheid van het veld van De Graafschap. Janssen (14') en Tiendalli (90+3') kregen een gele kaart. |                                                                                      |                                                 | | |
| 27e speelronde | ADO Den Haag                                                                         | 1 - 1 (1 - 0)                                   | FC Twente                                                                                              | Selectie FC Twente: |
| za. 24 maart 2012 Aanvangstijd: 20:45 Plaats: Den Haag Kyocera Stadion Toeschouwers: 11.050 Scheidsrechter: Serdar Gözübüyük | Ebi Smolarek 6'                                                                      | 1 - 0 1 - 1                                     | 62' Glynor Plet                                                                                        | BASISOPSTELLING: Boschker - Rosales, Wisgerhof , Douglas, Kuiper - Brama, Janssen, Fer - O. John, Plet, Chadli RESERVEBANK: Marsman, Cornelisse, Röseler, Tiendalli, Leugers, Bajrami, Verhoek WISSELS: 41' Röseler Wisgerhof 82' Verhoek Fer                               |
| - Verhoek debuteerde voor FC Twente. Rosales (50') en Kuiper (87') kregen een gele kaart. Nadat Wisgerhof geblesseerd uitviel, nam Brama de aanvoerdersband over. |                                                                                      |                                                 | | |
| 28e speelronde | FC Twente                                                                            | 2 - 0 (0 - 0)                                   | Roda JC Kerkrade                                                                                       | Selectie FC Twente: |
| za. 31 maart 2012 Aanvangstijd: 19:45 Plaats: Enschede De Grolsch Veste Toeschouwers: 29.750 Scheidsrechter: Pol van Boekel | Douglas 55' Wesley Verhoek 83'                                                       | 1 - 0 2 - 0                                     | | BASISOPSTELLING: Boschker - Rosales, Bengtsson, Douglas, Tiendalli - Brama , Janssen, Fer - O. John, Plet, Chadli RESERVEBANK: Marsman, Cornelisse, Röseler, Kuiper, Leugers, Bajrami, Verhoek WISSELS: 67' Verhoek Plet 90' Leugers Janssen                                |
| - Janssen (14'), Brama (32') en Fer (44') kregen een gele kaart. Voor Brama en Janssen betekende dit een schorsing in de eerstvolgende wedstrijd. Wesley Verhoek scoorde zijn eerste doelpunt voor FC Twente. Twente scoorde tot en met deze wedstrijd in dit seizoen 71 doelpunten in de Eredivisie, een verbetering van het clubrecord van 69 doelpunten in seizoen 1968/69. |                                                                                      |                                                 | | |
| 29e speelronde | AZ                                                                                   | 2 - 2 (1 - 1)                                   | FC Twente                                                                                              | Selectie FC Twente: |
| wo. 11 april 2012 Aanvangstijd: 20:00 Plaats: Alkmaar AFAS Stadion Toeschouwers: 16.801 Scheidsrechter: Pieter Vink | Jozy Altidore 3' Jozy Altidore 70'                                                   | 1 - 0 1 - 1 2 - 1 2 - 2                         | 31' Luuk de Jong 90' Emir Bajrami                                                                      | BASISOPSTELLING: Boschker - Rosales, Bengtsson, Douglas, Tiendalli - Röseler, Chadli, Fer - Verhoek, De Jong, O. John RESERVEBANK: Marsman, Cornelisse, Kuiper, Promes, J. John, Bajrami, Plet WISSELS: 56' Bajrami Verhoek 81' Plet O. John 83' Promes Röseler             |
| - Douglas (39'), Rosales (73'), Röseler (76') en Tiendalli (90+1') kregen een gele kaart. Voor Rosales betekende dit een schorsing in de eerstevolgende wedstrijd. Promes maakte zijn debuut in het betaalde voetbal. |                                                                                      |                                                 | | |
| 30e speelronde | FC Twente                                                                            | 2 - 2 (0 - 0)                                   | NAC Breda                                                                                              | Selectie FC Twente: |
| za. 14 april 2012 Aanvangstijd: 20:45 Plaats: Enschede De Grolsch Veste Toeschouwers: 29.750 Scheidsrechter: Reinold Wiedemeijer | Luuk de Jong 61' Luuk de Jong 63'                                                    | 0 - 1 1 - 1 2 - 1 2 - 2                         | 56' Alex Schalk 90' Nourdin Boukhari                                                                   | BASISOPSTELLING: Boschker - Cornelisse, Bengtsson, Douglas, Tiendalli - Brama , Janssen, Fer - Chadli, De Jong, O. John RESERVEBANK: Marsman, Kuiper, Röseler, Promes, Verhoek, Bajrami, Plet WISSELS: 46' Kuiper Cornelisse 59' Verhoek O. John 83' Röseler Janssen        |
| 31e speelronde | Excelsior                                                                            | 0 - 1 (0 - 0)                                   | FC Twente                                                                                              | Selectie FC Twente: |
| za. 21 april 2012 Aanvangstijd: 20:45 Plaats: Rotterdam Stadion Woudestein Toeschouwers: 3.452 Scheidsrechter: Kevin Blom |                                                                                      | 0 - 1                                           | 90+2' Nacer Chadli                                                                                     | BASISOPSTELLING: Michajlov - Rosales, Bengtsson, Douglas, Tiendalli - Brama , Janssen, Fer - Verhoek, De Jong, O. John RESERVEBANK: Boschker, Kuiper, Röseler, Landzaat, Chadli, Bajrami, Plet WISSELS: 30' Röseler Bengtsson 61' Chadli Verhoek 72' Plet Janssen           |
| - Brama (56'), Douglas (69') en De Jong (73') kregen allen een gele kaart. |                                                                                      |                                                 | | |
| 32e speelronde | FC Twente                                                                            | 1 - 2 (0 - 1)                                   | Ajax                                                                                                   | Selectie FC Twente: |
| zo. 29 april 2012 Aanvangstijd: 14:30 Plaats: Enschede De Grolsch Veste Toeschouwers: 30.000 Scheidsrechter: Richard Liesveld | Leroy Fer 72'                                                                        | 0 - 1 1 - 1 1 - 2                               | 30' Theo Janssen (p) 78' Gregory van der Wiel                                                          | BASISOPSTELLING: Michajlov - Rosales, Wisgerhof , Douglas, Tiendalli - Brama, Janssen, Fer - Chadli, De Jong, O. John RESERVEBANK: Boschker, Kuiper, Röseler, Landzaat, Verhoek, Bajrami, Plet WISSELS: 46' Verhoek Janssen 73' Röseler Wisgerhof 83' Plet Brama            |
| - Michajlov (28') en Fer (54') kregen een gele kaart. |                                                                                      |                                                 | | |
| 33e speelronde | FC Twente                                                                            | 3 - 4 (2 - 1)                                   | sc Heerenveen                                                                                          | Selectie FC Twente: |
| wo. 2 mei 2012 Aanvangstijd: 20:00 Plaats: Enschede De Grolsch Veste Toeschouwers: 29.800 Scheidsrechter: Danny Makkelie | Luuk de Jong 5' Luuk de Jong 20' Douglas 90'                                         | 1 - 0 2 - 0 2 - 1 2 - 2 2 - 3 2 - 4 3 - 4       | 22' Bas Dost 63' Oussama Assaidi 79' Luciano Narsingh 83' Oussama Assaidi                              | BASISOPSTELLING: Michajlov - Rosales, Wisgerhof , Douglas, Tiendalli - Brama, Fer, Landzaat - Bajrami, De Jong, O. John RESERVEBANK: Boschker, Kuiper, Röseler, Janssen, Leugers, Verhoek, Plet WISSELS: 68' Verhoek Bajrami 77' Janssen Landzaat 81' Plet Wisgerhof        |
| 34e speelronde | VVV-Venlo                                                                            | 4 - 2 (1 - 1)                                   | FC Twente                                                                                              | Selectie FC Twente: |
| zo. 6 mei 2012 Aanvangstijd: 14:30 Plaats: Venlo Seacon Stadion - De Koel - Toeschouwers: 7.500 Scheidsrechter: Ruud Bossen | Yanic Wildschut 45' Danny Holla 61' Steven Berghuis 84' Michael Uchebo 90'           | 0 - 1 1 - 1 1 - 2 2 - 2 3 - 2 4 - 2             | 31' Leroy Fer 48' Nacer Chadli                                                                         | BASISOPSTELLING: Michajlov - Rosales, Wisgerhof , Douglas, Kuiper - Brama, Fer, Landzaat - Bajrami, Plet, Chadli RESERVEBANK: Boschker, Tiendalli, Cornelisse, Röseler, Janssen, Promes, Verhoek WISSELS: 46' Verhoek Bajrami 67' Janssen Landzaat                          |
| - FC Twente kreeg, net als in de voorgaande wedstrijd, geen kaarten. Voor volgend seizoen begint van de huidige selectie daarom alleen de verhuurde Steven Berghuis met één kaart. Twente eindigde op de zesde plek, hetgeen het spelen van play-offs voor Europees voetbal betekent. Wel is het al verzekerd van Europees voetbal, aangezien bij verlies het Fair Play-ticket naar FC Twente gaat. |                                                                                      |                                                 | | |
| |                                                                                      |                                                 | | |

### Play-offs
| 1e ronde | RKC Waalwijk            | 1 - 1 (1 - 1) | FC Twente                   | Selectie FC Twente: |
| do. 10 mei 2011 Aanvangstijd: 21:00 uur Plaats: Waalwijk Mandemakers Stadion Toeschouwers: 3.871 Scheidsrechter: Reinold Wiedemeijer    | Rick ten Voorde (p) 25' | 0 - 1 1 - 1   | 14' Douglas Franco Teixeira | BASISOPSTELLING: Boschker - Rosales, Wisgerhof , Douglas, Tiendalli - Brama, Fer, Landzaat - Janssen, De Jong, Chadli RESERVEBANK: Fernandes, Cornelisse, Röseler, Leugers, Promes, J. John, Plet WISSELS: 61' Plet De Jong 81' Promes Fer 86' Röseler Brama       |
| - Een gele kaart was er voor Leroy Fer (52')                                                                                            |                         |               |                             | |
| 1e ronde | FC Twente               | 0 - 1 (0 - 0) | RKC Waalwijk                | Selectie FC Twente: |
| zo. 12 mei 2012 Aanvangstijd: 16:30 Plaats: Enschede De Grolsch Veste Toeschouwers: 20.000 Scheidsrechter: Gözübüyük                    |                         | 0 - 1         | 84' Alakmak                 | BASISOPSTELLING: Boschker - Rosales, Wisgerhof , Douglas, Tiendalli - Brama, Fer, Landzaat - Janssen, De Jong, Chadli RESERVEBANK: Fernandes, Cornelisse, Röseler, Kuiper, Promes, Verhoek, Plet WISSELS: 45' Röseler Douglas 45' Verhoek Brama 71' Promes Janssen |
| - Een gele kaart was er voor Wesley Verhoek (82'). Door het resultaat schakelde RKC FC Twente uit, waarmee het seizoen afgesloten werd. |                         |               |                             | |
| |                         |               |                             | |

### KNVB beker
| 2e ronde | VV Zwaluwen                                                     | 1 - 8 (0 - 5)                                         | FC Twente | Selectie FC Twente: |
| wo. 21 september 2011 Aanvangstijd: 20:00 uur Plaats: Vlaardingen Zwaluwenlaan Toeschouwers: 2.500 Scheidsrechter: Tom van Sichem                               | Gomes Almeida 73'                                               | 0 - 1 0 - 2 0 - 3 0 - 4 0 - 5 0 - 6 0 - 7 1 - 7 1 - 8 | 18' Steven Berghuis 22' Luuk de Jong 28' Marc Janko 30' Steven Berghuis 45' Luuk de Jong 56' Steven Berghuis 72' Willem Janssen 81' Steven Berghuis | BASISOPSTELLING: Marsman - Tiendalli, Wisgerhof , Douglas, Buysse - De Jong, Landzaat, Janssen - Berghuis, Janko, Bajrami RESERVEBANK: Bednarek, Rosales, Thesker, Leugers, Vogelsang, John, Gouriye WISSELS: 46' Leugers De Jong 46' Rosales Buysse 65' Gouriye Bajrami |
| - Bart Buysse (39') kreeg een gele kaart. Nick Marsman en Ninos Gouriye debuteerden voor FC Twente. Door de winst bekert FC Twente door naar de volgende ronde. |                                                                 |                                                       | | |
| 3e ronde | FC Twente                                                       | 4 - 3 (1 - 1)                                         | SC Genemuiden | Selectie FC Twente: |
| wo. 26 oktober 2011 Aanvangstijd: 20:00 uur Plaats: Enschede De Grolsch Veste Toeschouwers: 30.000 Scheidsrechter: Jochem Kamphuis                              | Leroy Fer 4' Nacer Chadli 59' Emir Bajrami 77' Emir Bajrami 78' | 1 - 0 1 - 1 1 - 2 2 - 2 3 - 2 4 - 2 4 - 3             | 11' Patrick Lip 56' Luuk de Jong (ed) 87' Patrick Lip                                                                                               | BASISOPSTELLING: Marsman - Cornelisse, Bengtsson, Douglas, Leugers - Fer, Chadli, Janssen - Berghuis, De Jong, Bajrami RESERVEBANK: Michajlov, Tiendalli, Röseler, Brama, Landzaat, Rendla, John WISSELS: 65' John Berghuis 79' Rendla Chadli 82' Landzaat Bajrami       |
| - Luuk de Jong miste in de 67e minuut een strafschop. |                                                                 |                                                       | | |
| 1/8 finale | FC Twente                                                       | 1 - 2 n.v. (0 - 0, 0 - 0)                             | PSV | Selectie FC Twente: |
| do. 23 december 2011 Aanvangstijd: 20:45 uur Plaats: Enschede De Grolsch Veste Toeschouwers: 30.000 Scheidsrechter: Pieter Vink                                 | Marc Janko (p) 110'                                             | 0 - 1 1 - 1 1 - 2                                     | 101' Tim Matavž 115' Tim Matavž | BASISOPSTELLING: Michajlov - Rosales, Wisgerhof , Douglas, Tiendalli - Janssen, Brama, Fer - John, De Jong, Chadli RESERVEBANK: Marsman, Cornelisse, Röseler, Landzaat, Bajrami, Berghuis, Janko WISSELS: 30' Cornelisse Rosales 70' Bajrami John 106' Janko Janssen     |
| - Luuk de Jong kreeg een gele kaart. |                                                                 |                                                       | | |
| |                                                                 |                                                       | | |
| |                                                                 |                                                       | | |

### Champions League
| 3e voorronde | FC Twente                                  | 2 - 0 (1 - 0)           | FC Vaslui                    | Selectie FC Twente: |
| di. 26 juli 2011 Aanvangstijd: 20:45 uur Plaats: Arnhem GelreDome Toeschouwers: 12.500 Scheidsrechter: Ivan Bebek (CRO)                             | Marc Janko (p) 34' Marc Janko 57'          | 1 - 0 2 - 0             |                              | BASISOPSTELLING: Michajlov - Cornelisse, Wisgerhof , Douglas, Buysse - Brama, De Jong, Leugers - Berghuis, Janko, Bajrami RESERVEBANK: Boschker, Thesker, Röseler, Rendla, Vogelsang, Gouriye, John WISSELS: 71' John Bajrami 80' Vogelsang Berghuis 84' Rendla Janko  |
| - Wout Brama (65') kreeg een gele kaart. Tim Cornelisse en Theo Vogelsang maakten hun debuut in een officiële wedstrijd voor FC Twente.             |                                            |                         |                              | |
| 3e voorronde | FC Vaslui                                  | 0 - 0                   | FC Twente                    | Selectie FC Twente: |
| wo. 3 augustus 2011 Aanvangstijd: 19:45 uur Plaats: Piatra Neamţ Stadionul Ceahlăul Toeschouwers: 5.000 Scheidsrechter: Fredy Fautrel (FRA)         |                                            |                         |                              | BASISOPSTELLING: Michajlov - Cornelisse, Wisgerhof , Douglas, Tiendalli - Brama, De Jong, Janssen - Ruiz, Janko, Berghuis RESERVEBANK: Boschker, Bengtsson, Buysse, Leugers, Landzaat, Rendla, John WISSELS: 74' John Ruiz 86' Landzaat Janko                          |
| - Dwight Tiendalli (90+1') kreeg een gele kaart. FC Twente plaatste zich voor de play-off ronde van het toernooi.                                   |                                            |                         |                              | |
| play-off ronde | FC Twente                                  | 2 - 2 (1 - 2)           | Benfica                      | Selectie FC Twente: |
| di. 16 augustus 2011 Aanvangstijd: 20:45 uur Plaats: Enschede FC Twente Stadion Toeschouwers: 20.000 Scheidsrechter: Alberto Undiano Mallenco (ESP) | Luuk de Jong 6' Bryan Ruiz 80'             | 1 - 0 1 - 1 1 - 2 2 - 2 | 21' Óscar Cardozo 35' Nolito | BASISOPSTELLING: Michajlov - Cornelisse, Wisgerhof , Douglas, Tiendalli - Landzaat, Brama, Janssen - Ruiz, De Jong, Bajrami RESERVEBANK: Boschker, Bengtsson, Buysse, Rosales, Janko, Berghuis, John WISSELS: 46' Janko Landzaat 58' John Bajrami 75' Buysse Tiendalli |
| play-off ronde | Benfica                                    | 3 - 1 (0 - 0)           | FC Twente                    | Selectie FC Twente: |
| wo. 24 augustus 2011 Aanvangstijd: 20:45 uur Plaats: Lissabon Estádio da Luz Toeschouwers: 30.000 Scheidsrechter: Felix Brych (DEU)                 | Axel Witsel 46' Luisão 59' Axel Witsel 66' | 1 - 0 2 - 0 3 - 0 3 - 1 | 85' Bryan Ruiz               | BASISOPSTELLING: Michajlov - Cornelisse, Wisgerhof , Douglas, Tiendalli - De Jong, Brama, Janssen - Ruiz, Janko, Berghuis RESERVEBANK: Boschker, Bengtsson, Buysse, Rosales, Landzaat, Bajrami, John WISSELS: 60' Bajrami Janssen 60' John Berghuis 76' Landzaat Brama |
| - Douglas (15') kreeg een gele kaart. Benfica plaatste zich voor het hoofdtoernooi. FC Twente gaat verder in de Europa League.                      |                                            |                         |                              | |
| |                                            |                         |                              | |
| |                                            |                         |                              | |

### Europa League
| groepsfase | Fulham FC                                                                                      | 1 - 1 (1 - 1)                 | FC Twente                                                         | Selectie FC Twente: |
| do. 15 september 2011 Aanvangstijd: 21:05 uur Plaats: Londen Craven Cottage Toeschouwers: 14.110 Scheidsrechter: Antonio Damato (ITA) | Andy Johnson 19'                                                                               | 1 - 0 1 - 1                   | 41' Mark Schwarzer (ed)                                           | BASISOPSTELLING: Michajlov - Cornelisse, Wisgerhof , Douglas, Tiendalli - Brama, Janssen, Fer - Rosales, De Jong, John RESERVEBANK: Boschker, Buysse, Leugers, Landzaat, Bajrami, Berghuis, Janko WISSELS: 68' Bajrami John 84' Landzaat Janssen                   |
| - Wout Brama (37') en Roberto Rosales (62') kregen een gele kaart. De op 31 augustus van FC Twente naar Fulham getransfereerde Bryan Ruiz was niet speelgerechtigd en bekeek de wedstrijd vanaf de tribune. De wedstrijd tussen Wisła Kraków en Odense BK in dezelfde groep eindigde in een 3-1 uitoverwinning voor Odense.        |                                                                                                |                               |                                                                   | |
| groepsfase | FC Twente                                                                                      | 4 - 1 (2 - 1)                 | Wisła Kraków                                                      | Selectie FC Twente: |
| do. 29 september 2011 Aanvangstijd: 19:00 uur Plaats: Enschede FC Twente Stadion Toeschouwers: 20.000 Scheidsrechter: Duarte Gomes (POR) | Luuk de Jong 32' Marc Janko 45+1' Marc Janko 57' Willem Janssen 80'                            | 0 - 1 1 - 1 2 - 1 3 - 1 4 - 1 | 9' David Biton                                                    | BASISOPSTELLING: Michajlov - Rosales, Wisgerhof , Douglas, Tiendalli - Brama, De Jong, Landzaat - Bajrami, Janko, John RESERVEBANK: Marsman, Cornelisse, Buysse, Fer, Janssen, Berghuis, Rendla WISSELS: 68' Janssen Janko 83' Berghuis John 83' Fer Landzaat      |
| groepsfase | Odense BK                                                                                      | 1 - 4 (0 - 2)                 | FC Twente                                                         | Selectie FC Twente: |
| do. 20 oktober 2011 Aanvangstijd: 19:00 uur Plaats: Odense TRE-FOR Park Toeschouwers: 8.036 Scheidsrechter: David Fernández Borbalán (ESP) | Djiby Fall 71'                                                                                 | 0 - 1 0 - 2 0 - 3 1 - 3 1 - 4 | 13' Wout Brama 31' Emir Bajrami 65' Nacer Chadli 82' Luuk de Jong | BASISOPSTELLING: Michajlov - Rosales, Wisgerhof , Douglas, Tiendalli - Brama, De Jong, Landzaat - Bajrami, Janko, John RESERVEBANK: Marsman, Cornelisse, Bengtsson, Fer, Janssen, Leugers, Chadli WISSELS: 62' Chadli Janko 68' Fer Landzaat 78' Janssen John      |
| - Een gele kaart was er voor Dwight Tiendalli (45'). De wedstrijd tussen Wisła Kraków en Fulham FC in dezelfde groep eindigde in 1-0-overwinning voor Wisła. |                                                                                                |                               |                                                                   | |
| groepsfase | FC Twente                                                                                      | 3 - 2 (2 - 1)                 | Odense BK                                                         | Selectie FC Twente: |
| do. 3 november 2011 Aanvangstijd: 21:05 uur Plaats: Enschede FC Twente Stadion Toeschouwers: 21.000 Scheidsrechter: Ovidiu Alin Hategan (ROU) | Daniel Høegh (ed) 35' Denny Landzaat 37' Leroy Fer 82'                                         | 0 - 1 1 - 1 2 - 1 2 - 2 3 - 2 | 11' Djiby Fall 62' Djiby Fall                                     | BASISOPSTELLING: Michajlov - Rosales, Wisgerhof , Douglas, Tiendalli - Brama, Chadli, Landzaat - Bajrami, De Jong, John RESERVEBANK: Boschker, Cornelisse, Bengtsson, Fer, Janssen, Rendla, Gouriye WISSELS: 74' Janssen Landzaat 79' Fer Chadli 90+2' Gouriy John |
| - Gele kaarten waren er voor Douglas (41'), Roberto Rosales (55'), Denny Landzaat (62'), Peter Wisgerhof (77') en Emir Bajrami (87'). De wedstrijd tussen Fulham FC en Wisła Kraków in dezelfde groep eindigde in een 4-1-overwinning voor Fulham. FC Twente is hierdoor zeker van een plek in de volgende ronde van het toernooi. |                                                                                                |                               |                                                                   | |
| groepsfase | FC Twente                                                                                      | 1 - 0 (0 - 0)                 | Fulham FC                                                         | Selectie FC Twente: |
| do. 1 december 2011 Aanvangstijd: 19:00 uur Plaats: Enschede FC Twente Stadion Toeschouwers: 25.250 Scheidsrechter: Marijo Strahonja (CRO) | Marc Janko 89'                                                                                 | 1 - 0                         |                                                                   | BASISOPSTELLING: Michajlov - Rosales, Wisgerhof , Douglas, Tiendalli - Brama, Fer, Landzaat - Bajrami, De Jong, Chadli RESERVEBANK: Marsman, Cornelisse, Bengtsson, Buysse, John, Janko, Gouriye WISSELS: 46' John Fer 79' Janko Chadli                            |
| - FC Twente verzekerde zich van groepswinst. In de slotfase kreeg Andy Johnson zijn tweede gele kaart en kon vertrekken. |                                                                                                |                               |                                                                   | |
| groepsfase | Wisła Kraków                                                                                   | 2 - 1 (1 - 1)                 | FC Twente                                                         | Selectie FC Twente: |
| wo. 14 december 2011 Aanvangstijd: 21:05 uur Plaats: Krakau Wisłastadion Toeschouwers: 14.000 Scheidsrechter: Vladislav Bezborodov (RUS) | Łukasz Garguła 11' Tsvetan Genkov 46'                                                          | 1 - 0 1 - 1 2 - 1             | 39' Luuk de Jong                                                  | BASISOPSTELLING: Marsman - Cornelisse, Bengtsson, Röseler, Buysse - Janssen, De Jong, Landzaat - Bajrami, Janko, Chadli RESERVEBANK: Bednarek, Bouma, Thesker, Tiendalli, Berghuis, John, Gouriye WISSELS: 46' John Chadli 66' Berghuis Janko 77' Gouriye De Jong  |
| - Nils Röseler maakte zijn debuut in het eerste elftal van Twente. Willem Janssen (55') en Ninos Gouriye (86') kregen een gele kaart. Wisła Kraków verzekerde zich door de overwinning van een tweede plaats in de groep, aangezien Fullham met 2-2 gelijk speelde tegen Odense.                                                   |                                                                                                |                               |                                                                   | |
| 2e ronde | Steaua Boekarest                                                                               | 0 - 1 (0 - 0)                 | FC Twente                                                         | Selectie FC Twente: |
| do. 16 februari 2012 Aanvangstijd: 21.05 uur Plaats: Boekarest Stadionul Național Toeschouwers: 31.000 Scheidsrechter: Mark Clattenburg (ENG) |                                                                                                | 0 - 1                         | 53' Ola John                                                      | BASISOPSTELLING: Michajlov - Cornelisse, Wisgerhof , Douglas, Rosales - Brama, Janssen, Fer - Chadli, De Jong, John RESERVEBANK: Boschker, Röseler, Bengtsson, Buysse, Leugers, Bajrami, Plet WISSELS: 75' Bajrami John 85' Bengtsson Janssen 90' Plet Chadli      |
| 2e ronde | FC Twente                                                                                      | 1 - 0 (1 - 0)                 | Steaua Boekarest                                                  | Selectie FC Twente: |
| do. 23 februari 2012 Aanvangstijd: 19:00 uur Plaats: Enschede FC Twente Stadion Toeschouwers: 27.000 Scheidsrechter: Robert Schörgenhofer (AUT) | Chadli 29'                                                                                     | 1 - 0                         |                                                                   | BASISOPSTELLING: Michajlov - Cornelisse, Wisgerhof , Douglas, Rosales - Brama, Janssen, Fer - Chadli, De Jong, John RESERVEBANK: Boschker, Röseler, Bengtsson, Tiendalli, Leugers, Bajrami, Plet WISSELS: 54' Bajrami John 85' Bengtsson Janssen 90' Plet De Jong  |
| - Nacer Chadli (32') en Leroy Fer (33') kregen een gele kaart. Over twee wedstrijden versloeg FC Twente Steaua Boekarest met 2-0. |                                                                                                |                               |                                                                   | |
| 1/8 finale | FC Twente                                                                                      | 1 - 0 (0 - 0)                 | FC Schalke 04                                                     | Selectie FC Twente: |
| do. 8 maart 2012 Aanvangstijd: 19:00 uur Plaats: Enschede FC Twente Stadion Toeschouwers: 30.000 Scheidsrechter: Craig Thomson (SCO) | Luuk de Jong (p) 61'                                                                           | 1 - 0                         |                                                                   | BASISOPSTELLING: Michajlov - Cornelisse, Wisgerhof , Douglas, Rosales - Brama, Janssen, Fer - Chadli, De Jong, John RESERVEBANK: Boschker, Kuiper, Bengtsson, Tiendalli, Leugers, Bajrami, Plet WISSELS: 63' Bajrami Janssen                                       |
| - Willem Janssen (63') kreeg een gele kaart. |                                                                                                |                               |                                                                   | |
| 1/8 finale | FC Schalke 04                                                                                  | 4 - 1 (1 - 1)                 | FC Twente                                                         | Selectie FC Twente: |
| do. 15 maart 2012 Aanvangstijd: 21:05 uur Plaats: Gelsenkirchen Veltins-Arena Toeschouwers: 54.142 Scheidsrechter: Viktor Kassai (HUN) | Klaas-Jan Huntelaar 29' Klaas-Jan Huntelaar (p) 56' Jermaine Jones 71' Klaas-Jan Huntelaar 81' | 0 - 1 1 - 1 2 - 1 3 - 1 4 - 1 | 14' Willem Janssen                                                | BASISOPSTELLING: Michajlov - Rosales, Bengtsson, Douglas, Tiendall - Brama , Janssen, Leugers - Bajrami, De Jong, Chadli RESERVEBANK: Boschker, Kuiper, Röseler, Cornelisse, Fer, O. John, Plet WISSELS: 51' Fer Leugers 57' O. John Bajrami 76' Plet Brama        |
| - Gele kaarten waren er voor Rosales (40'), Leugers (45'), Tiendalli (55'), Janssen (56') en De Jong (79'). Douglas droeg de aanvoerdersband na de wissel van Brama. FC Schalke 04 won de tweestrijd met 4-2. |                                                                                                |                               |                                                                   | |
| |                                                                                                |                               |                                                                   | |
| |                                                                                                |                               |                                                                   | |

## Statistieken

### Algemeen
| Omschrijving                  | Kader      | Uitkomst |
| ----------------------------- | ---------- | --- |
| Grootste overwinning          | Competitie | RKC Waalwijk thuis (5-0)                                                                                                |
| Grootste overwinning          | Beker      | VV Zwaluwen uit (1-8)                                                                                                   |
| Grootste overwinning          | Europa     | Wisła Kraków thuis (4-1), Odense BK uit (1-4)                                                                           |
| Grootste nederlaag            | Competitie | N.E.C. uit (3-1), Feyenoord thuis (0-2)                                                                                 |
| Grootste nederlaag            | Beker      | PSV thuis (1-2) |
| Grootste nederlaag            | Europa     | FC Schalke 04 uit (1-4)                                                                                                 |
| Meest doelpuntrijke wedstrijd | Competitie | FC Utrecht uit (2-6 winst), PSV uit (2-6 winst)                                                                         |
| Meest doelpuntrijke wedstrijd | Beker      | VV Zwaluwen uit (1-8)                                                                                                   |
| Meest doelpuntrijke wedstrijd | Europa     | Wisła Kraków thuis (4-1 winst), Odense BK uit (1-4 winst), Odense BK thuis (3-2 winst), FC Schalke 04 uit (4-1 verlies) |

### Topscorers

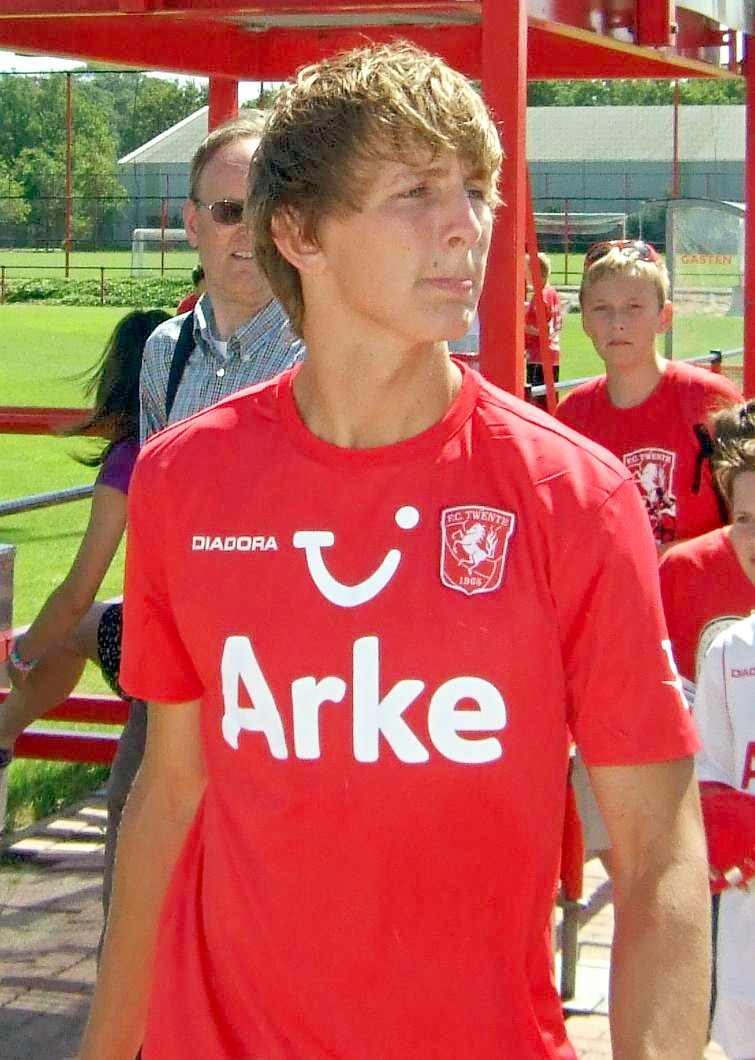
Topscorer Luuk de Jong.

| #                 | Naam                    | Nationaal | Nationaal | Nationaal | Nationaal | Nationaal | Europees | Europees | Europees | Tot. |
| #                 | Naam                    | ED        | B         | JCS       | PO        | Subt.     | CL       | EL       | Subt.    | Tot. |
| ----------------- | ----------------------- | --------- | --------- | --------- | --------- | --------- | -------- | -------- | -------- | ---- |
| 1                 | Luuk de Jong            | 25        | 2         | 0         | 0         | 25        | 1        | 4        | 5        | 32   |
| 2                 | Marc Janko              | 10        | 2         | 1         | 0         | 13        | 2        | 3        | 5        | 18   |
| 3                 | Leroy Fer               | 8         | 1         | 0         | 0         | 9         | 0        | 1        | 1        | 10   |
| 4                 | Nacer Chadli            | 6         | 1         | 0         | 0         | 7         | 0        | 2        | 2        | 9    |
| 4                 | Ola John                | 8         | 0         | 0         | 0         | 8         | 0        | 1        | 1        | 9    |
| 6                 | Willem Janssen          | 5         | 1         | 0         | 0         | 6         | 0        | 2        | 2        | 8    |
| 7                 | Emir Bajrami            | 4         | 2         | 0         | 0         | 6         | 0        | 1        | 1        | 7    |
| 8                 | Steven Berghuis         | 1         | 4         | 0         | 0         | 5         | 0        | 0        | 0        | 5    |
| 8                 | Douglas Franco Teixeira | 4         | 0         | 0         | 1         | 5         | 0        | 0        | 0        | 5    |
| 8                 | Bryan Ruiz              | 2         | 0         | 1         | 0         | 3         | 2        | 0        | 2        | 5    |
| 11                | Peter Wisgerhof         | 4         | 0         | 0         | 0         | 4         | 0        | 0        | 0        | 4    |
| 12                | Wout Brama              | 1         | 0         | 0         | 0         | 1         | 0        | 1        | 1        | 2    |
| 12                | Glynor Plet             | 2         | 0         | 0         | 0         | 2         | 0        | 0        | 0        | 2    |
| 14                | Denny Landzaat          | 0         | 0         | 0         | 0         | 0         | 0        | 1        | 1        | 1    |
| 14                | Roberto Rosales         | 1         | 0         | 0         | 0         | 1         | 0        | 0        | 0        | 1    |
| 14                | Wesley Verhoek          | 1         | 0         | 0         | 0         | 1         | 0        | 0        | 0        | 1    |
| e.d. tegenstander | e.d. tegenstander       | 0         | 0         | 0         | 0         | 0         | 0        | 2        | 2        | 2    |
| Totaal            | Totaal                  | 82        | 13        | 2         | 1         | 98        | 5        | 18       | 23       | 121  |

### Assists

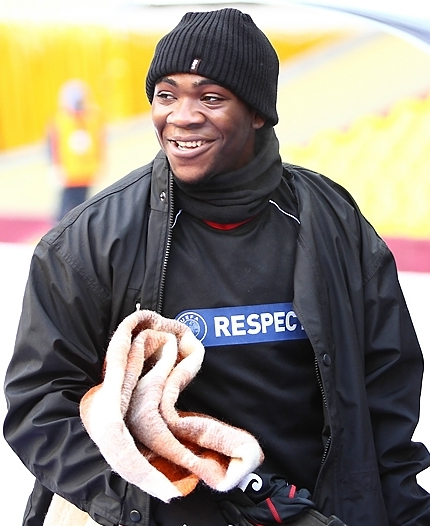
Aangever Ola John.

| #      | Naam                    | Nationaal | Nationaal | Nationaal | Nationaal | Nationaal | Europees | Europees | Europees | Tot. |
| #      | Naam                    | ED        | B         | JCS       | PO        | Subt.     | CL       | EL       | Subt.    | Tot. |
| ------ | ----------------------- | --------- | --------- | --------- | --------- | --------- | -------- | -------- | -------- | ---- |
| 1      | Ola John                | 15        | 1         | 0         | 0         | 14        | 2        | 4        | 6        | 22   |
| 2      | Luuk de Jong            | 7         | 3         | 0         | 0         | 10        | 0        | 2        | 2        | 12   |
| 3      | Roberto Rosales         | 7         | 0         | 0         | 0         | 7         | 0        | 2        | 2        | 9    |
| 4      | Nacer Chadli            | 6         | 0         | 0         | 0         | 6         | 1        | 1        | 2        | 8    |
| 5      | Wout Brama              | 5         | 0         | 0         | 0         | 5         | 0        | 0        | 0        | 5    |
| 5      | Marc Janko              | 3         | 2         | 0         | 0         | 5         | 0        | 0        | 0        | 5    |
| 7      | Denny Landzaat          | 2         | 0         | 0         | 0         | 2         | 1        | 1        | 2        | 4    |
| 8      | Leroy Fer               | 3         | 0         | 0         | 0         | 3         | 0        | 0        | 0        | 3    |
| 8      | Douglas Franco Teixeira | 3         | 0         | 0         | 0         | 3         | 0        | 0        | 0        | 3    |
| 10     | Emir Bajrami            | 1         | 1         | 0         | 0         | 2         | 0        | 0        | 0        | 2    |
| 10     | Tim Cornelisse          | 2         | 0         | 0         | 0         | 2         | 0        | 0        | 0        | 2    |
| 10     | Bryan Ruiz              | 2         | 0         | 0         | 0         | 2         | 0        | 0        | 0        | 2    |
| 10     | Peter Wisgerhof         | 1         | 0         | 0         | 0         | 1         | 0        | 1        | 1        | 2    |
| 14     | Steven Berghuis         | 0         | 1         | 0         | 0         | 1         | 0        | 0        | 0        | 1    |
| 14     | Willem Janssen          | 1         | 0         | 0         | 0         | 1         | 0        | 0        | 0        | 1    |
| 14     | Ninos Gouriye           | 0         | 1         | 0         | 0         | 1         | 0        | 0        | 0        | 1    |
| 14     | Wesley Verhoek          | 1         | 0         | 0         | 0         | 1         | 0        | 0        | 0        | 1    |
| Totaal | Totaal                  | 59        | 9         | 0         | 0         | 68        | 3        | 10       | 13       | 81   |

### Gele kaarten

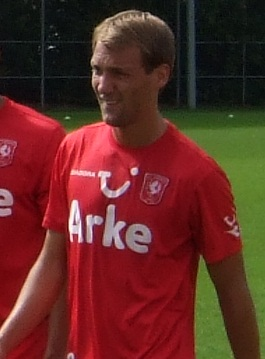
Willem Janssen kreeg het vaakst geel.

| #      | Naam                    | Nationaal | Nationaal | Nationaal | Nationaal | Nationaal | Europees | Europees | Europees | Tot. |
| #      | Naam                    | ED        | B         | JCS       | PO        | Subt.     | CL       | EL       | Subt.    | Tot. |
| ------ | ----------------------- | --------- | --------- | --------- | --------- | --------- | -------- | -------- | -------- | ---- |
| 1      | Willem Janssen          | 7         | 0         | 0         | 0         | 7         | 0        | 3        | 3        | 10   |
| 1      | Roberto Rosales         | 7         | 0         | 0         | 0         | 7         | 0        | 3        | 3        | 10   |
| 3      | Wout Brama              | 6         | 0         | 0         | 0         | 6         | 1        | 1        | 2        | 8    |
| 4      | Douglas Franco Teixeira | 4         | 0         | 1         | 0         | 5         | 1        | 1        | 2        | 7    |
| 4      | Dwight Tiendalli        | 4         | 0         | 0         | 0         | 4         | 1        | 2        | 3        | 7    |
| 6      | Leroy Fer               | 3         | 0         | 0         | 1         | 4         | 0        | 1        | 1        | 5    |
| 6      | Luuk de Jong            | 3         | 1         | 0         | 0         | 4         | 0        | 1        | 1        | 5    |
| 8      | Bart Buysse             | 1         | 1         | 0         | 0         | 2         | 0        | 0        | 0        | 2    |
| 8      | Tim Cornelisse          | 1         | 0         | 1         | 0         | 2         | 0        | 0        | 0        | 2    |
| 8      | Ola John                | 2         | 0         | 0         | 0         | 2         | 0        | 0        | 0        | 2    |
| 8      | Denny Landzaat          | 1         | 0         | 0         | 0         | 1         | 0        | 1        | 1        | 2    |
| 8      | Nikolaj Michajlov       | 2         | 0         | 0         | 0         | 1         | 0        | 0        | 0        | 2    |
| 8      | Peter Wisgerhof         | 1         | 0         | 0         | 0         | 1         | 0        | 1        | 1        | 2    |
| 14     | Emir Bajrami            | 0         | 0         | 0         | 0         | 0         | 0        | 1        | 1        | 1    |
| 14     | Nacer Chadli            | 0         | 0         | 0         | 0         | 0         | 0        | 1        | 1        | 1    |
| 14     | Ninos Gouriye           | 0         | 0         | 0         | 0         | 0         | 0        | 1        | 1        | 1    |
| 14     | Nicky Kuiper            | 1         | 0         | 0         | 0         | 1         | 0        | 0        | 0        | 1    |
| 14     | Thilo Leugers           | 0         | 0         | 0         | 0         | 0         | 0        | 1        | 1        | 1    |
| 14     | Glynor Plet             | 1         | 0         | 0         | 0         | 1         | 0        | 0        | 0        | 1    |
| 14     | Nils Röseler            | 1         | 0         | 0         | 0         | 1         | 0        | 0        | 0        | 1    |
| 14     | Bryan Ruiz              | 1         | 0         | 0         | 0         | 1         | 0        | 0        | 0        | 1    |
| 14     | Wesley Verhoek          | 0         | 0         | 0         | 1         | 1         | 0        | 0        | 0        | 1    |
| Totaal | Totaal                  | 44        | 2         | 2         | 2         | 50        | 3        | 17       | 20       | 70   |

### Rode kaarten
| #      | Naam                    | Nationaal | Nationaal | Nationaal | Nationaal | Nationaal | Europees | Europees | Europees | Tot. |
| #      | Naam                    | ED        | B         | JCS       | PO        | Subt.     | CL       | EL       | Subt.    | Tot. |
| ------ | ----------------------- | --------- | --------- | --------- | --------- | --------- | -------- | -------- | -------- | ---- |
| 1      | Steven Berghuis         | 0         | 0         | 1         | 0         | 1         | 0        | 0        | 0        | 1    |
| 1      | Douglas Franco Teixeira | 1         | 0         | 0         | 0         | 1         | 0        | 0        | 0        | 1    |
| 1      | Peter Wisgerhof         | 1         | 0         | 0         | 0         | 1         | 0        | 0        | 0        | 1    |
| Totaal | Totaal                  | 2         | 0         | 1         | 0         | 3         | 0        | 0        | 0        | 3    |

### Strafschoppen
| #      | Naam         | Competitie           | Aantal | Benut |
| ------ | ------------ | -------------------- | ------ | ----- |
| 1      | Marc Janko   | Eredivisie           | 3      | 3     |
| 1      | Marc Janko   | KNVB beker           | 1      | 1     |
| 1      | Marc Janko   | Johan Cruijff Schaal | 1      | 1     |
| 1      | Marc Janko   | Champions League     | 1      | 1     |
| 1      | Marc Janko   | Totaal               | 6      | 6     |
| 2      | Luuk de Jong | Eredivisie           | 1      | 1     |
| 2      | Luuk de Jong | KNVB beker           | 1      | 0     |
| 2      | Luuk de Jong | Europa League        | 1      | 1     |
| 2      | Luuk de Jong | Totaal               | 3      | 2     |
| Totaal | Totaal       | Totaal               | 9      | 8     |

| #      | Doelman           | Competitie    | Aantal | GT |
| ------ | ----------------- | ------------- | ------ | -- |
| 1      | Nikolaj Michajlov | Eredivisie    | 4      | 1  |
| 1      | Nikolaj Michajlov | Europa League | 1      | 0  |
| 1      | Nikolaj Michajlov | Totaal        | 5      | 1  |
| 2      | Sander Boschker   | Play-offs     | 1      | 0  |
| 2      | Sander Boschker   | Totaal        | 1      | 0  |
| Totaal | Totaal            | Totaal        | 6      | 1  |

## Jong FC Twente
Het beloftenelftal startte het seizoen 2011/12 weer met een trainersmutatie. Na één jaar namen FC Twente en Jos Daerden alweer afscheid van elkaar. Patrick Kluivert volgde de Belg en kreeg de leiding over het elftal. Daarbij wordt hij afwisselend geassisteerd door Frans Thijssen, Alfred Schreuder, Youri Mulder, Boudewijn Pahlplatz en Michel Jansen.
In vergelijking met vorig seizoen komt Bryan Ottenhof transfervrij over van Jong Ajax. Theo Vogelsang en Stefan Thesker keren terug van hun verhuurperiodes. Daarnaast werden Thijs Bouma, Mark Engberink, Quincy Promes, Joey Pelupessy, Chris David, Wouter Dronkers, Filip Oršula, Cas Peters en Jurjan Mannes overgeheveld vanuit de voetbalacademie. Felitciano Zschusschen komt over uit de A-jeugd van NAC Breda.
Doelman Nick Marsman maakte dit seizoen officieel geen deel meer uit van het elftal, hij werd overgeheveld naar het eerste elftal om de vrijgekomen plek van Wilko de Vogt als derde doelman in te vullen. Flamur Kastrati, die terugkeerde van een verhuurperiode, vertrok naar MSV Duisburg. Begin juli werd ook Steven Berghuis aan het eerste toegevoegd. In de winterstop vertrok aanvoerder Thesker naar TSG 1899 Hoffenheim. Daarnaast vertrok ook Ninos Gouriye. Hij tekende bij Heracles Almelo.
Het elftal van Kluivert stond vanaf speeldag 1 bovenaan in de beloften Eredivisie en stond die plek niet meer af.
Selectie seizoen 2011/12:
| Positie         | Spelers |
| --------------- | --- |
| Doelverdediging | Filip Bednarek (1992), Wouter Dronkers (1993) |
| Verdediging     | Sander van Aken (1991), Thijs Bouma (1992), Mark Engberink (1992), Bryan Ottenhof (1991), Joey Pelupessy (1993), Tuomas Rannankari (1991), Mitch Stockentree (1991), Stefan Thesker (1991) |
| Middenveld      | Chris David (1993), Gladestoney (1993), Jurjan Mannes (1992), Quincy Promes (1992), Nils Röseler (1992)                                                                                    |
| Aanval          | Ninos Gouriye (1991), Filip Oršula (1993), Cas Peters (1993), Theo Vogelsang (1990), Felitciano Zschusschen (1992)                                                                         |

De selectie wordt bij wedstrijden aangevuld met reservespelers van het eerste elftal en spelers uit de voetbalacademie.

### Transfers

#### Aangetrokken

##### Spelers
| #      | Nat. | Naam                   | Leeft. | Van               | Type          | Periode | Contract tot | Transfersom |
| ------ | ---- | ---------------------- | ------ | ----------------- | ------------- | ------- | ------------ | ----------- |
| 41     | NL   | Bryan Ottenhoff        | 19     | Jong Ajax         | Transfervrij  | Zomer   | medio 2012   | n.v.t.      |
| 42     | DE   | Theo Vogelsang         | 21     | Go Ahead Eagles   | Einde verhuur | Zomer   | n.b.         | n.v.t.      |
| 40     | DE   | Stefan Thesker         | 20     | Fortuna Sittard   | Einde verhuur | Zomer   | opl.         | n.v.t.      |
| 35     | NL   | Thijs Bouma            | 19     | Eigen jeugd       | Transfervrij  | Zomer   | opl.         | n.v.t.      |
| n.n.b. | NL   | Wouter Dronkers        | 18     | Eigen jeugd       | Transfervrij  | Zomer   | opl.         | n.v.t.      |
| 49     | NL   | Joey Pelupessy         | 18     | Eigen jeugd       | Transfervrij  | Zomer   | opl.         | n.v.t.      |
| n.n.b. | NL   | Mark Engberink         | 18     | Eigen jeugd       | Transfervrij  | Zomer   | opl.         | n.v.t.      |
| 39     | NL   | Quincy Promes          | 19     | Eigen jeugd       | Transfervrij  | Zomer   | opl.         | n.v.t.      |
| 33     | NL   | Chris David            | 18     | Eigen jeugd       | Transfervrij  | Zomer   | opl.         | n.v.t.      |
| n.n.b. | NL   | Jurjan Mannes          | 19     | Eigen jeugd       | Transfervrij  | Zomer   | opl.         | n.v.t.      |
| 34     | NL   | Cas Peters             | 18     | Eigen jeugd       | Transfervrij  | Zomer   | opl.         | n.v.t.      |
| n.n.b. | SK   | Filip Oršula           | 18     | Eigen jeugd       | Transfervrij  | Zomer   | medio 2012   | n.v.t.      |
| n.n.b. | NL   | Felitciano Zschusschen | 19     | Jong NAC Breda    | Transfervrij  | Zomer   | medio 2013   | n.v.t.      |
| nnb    | BR   | Gladestony             | 18     | Desportivo Brasil | Gehuurd       | Zomer   | medio 2012   | n.v.t.      |

##### Technische staf
| Functie | Nat. | Naam             | Leeft. | Van    | Type         | Periode | Contract tot | Transfersom |
| ------- | ---- | ---------------- | ------ | ------ | ------------ | ------- | ------------ | ----------- |
| TC      | NL   | Patrick Kluivert | 34     | N.E.C. | Transfervrij | Zomer   | medio 2013   | n.v.t.      |

Totaal uitgegeven:  € 0

#### Vertrokken

##### Spelers
| #      | Nat. | Naam            | Leeft. | Naar                | Type         | Periode | Transfersom | Wed. | Dlpt. |
| ------ | ---- | --------------- | ------ | ------------------- | ------------ | ------- | ----------- | ---- | ----- |
| 30     | NL   | Nick Marsman    | 20     | Eerste elftal       | Transfervrij | Zomer   | n.v.t.      | 26   | 0     |
| n.v.t. | NO   | Flamur Kastrati | 19     | MSV Duisburg        | Transfervrij | Zomer   | n.v.t.      | 23   | 12    |
| 20     | NL   | Steven Berghuis | 19     | Eerste elftal       | Transfervrij | Zomer   | n.v.t.      | 31   | 9     |
| 40     | DE   | Stefan Thesker  | 20     | TSG 1899 Hoffenheim | Transfer     | Winter  | n.b.        | 46   | 0     |
| 39     | NL   | Ninos Gouriye   | 21     | Heracles Almelo     | Transfer     | Winter  | n.b.        | 45   | 25    |

##### Technische staf
| Functie | Nat. | Naam        | Leeft. | Naar      | Type               | Periode | Transfersom |
| ------- | ---- | ----------- | ------ | --------- | ------------------ | ------- | ----------- |
| TC      | BE   | Jos Daerden | 56     | Charleroi | Contract ontbonden | Zomer   | n.v.t.      |

Totaal ontvangen:  € 0

Resultaat:  € 0